# 日月潭涵碧樓酒店
日月潭涵碧樓為日月潭國家風景區內由鄉林建設經營的飯店，2002年開幕。位於日月潭涵碧半島上，基地面積近十公頃。
涵碧樓最初是興建於臺灣日治時期1916年的旅館，在戰後曾是蔣中正的行館，陸續由臺灣省政府臺灣旅行社、中國國民黨勵志社經營，1966年改建，並經歷財產移轉爭議。

## 沿革
日月潭在日治時期發展為知名的觀光景點，臺灣總督府在1916年舉辦臺灣勸業共進會，因此在日月潭畔興建旅館，在1916年4月15日落成，交由集集街「集集館」館主津田幸子經營，同年5月30日來此的雜誌主編佐佐木照山等一行人，將旅館取名為「涵碧樓」。涵碧樓原本位在水社警察派出所後方，後來移到北側的小丘──鰺坂臺，在1928年9月完工，是一棟兩層樓的木造建築，建材使用了八仙山的檜木，其地勢比原本高數十尺，可遠望日月潭風景，而之後又在1929年10月增建附屬平房。1930年，涵碧樓改由埔里街的「日月館」館主原田源吉經營。在日月潭水力電氣工事工程完工後，臺電將其事務所與共同浴場轉讓給與臺中州廳，並由臺中州改為「日月潭林間學校」（今 日月潭教師會館）。1937年6月，東久彌宮稔彥王住宿涵碧樓。1940年10月1日，因原田氏經營不利，涵碧樓改由彰化市的千代迺屋經營。
1945年中華民國接管臺灣後，涵碧樓由臺中縣政府所有。1947年，產權移轉給臺灣電力公司，並由台電委託「中國旅行社台北分社」經營，並曾作為蔣中正的行館。在1950年2月行政區劃改制後，改為南投縣政府所有，旅館的經營則是租予台灣省政府交通處隸屬的臺灣旅行社經營，是當時知名的旅館，與臺灣大飯店、臺北招待所、臺旅飯店、臺旅食堂、淡水沙崙海濱飯店、陽明山眾樂園飯店、臺中鐵路飯店、臺南鐵路飯店、臺灣鐵道飯店齊名，並排首名。1954年12月，涵碧樓在蔣中正總統的指示下改為軍中招待所，並註明「代徹底整頓後，再交還省府管理」，由中國國民黨勵志社接管，而此時的租約仍是由台灣旅行社與南投縣政府訂定，在1958年後才改由勵志社承租。1955年改為臺灣旅行社經營，因年久失修，由該社興工全面翻務，總工程費十五萬元。1957年5月因規模太小，奉指示擴建，交由勵志社建造，10月完工，11月正式營業，改名「日月潭涵碧樓招待所」，因擴展業務需要，先後呈准2次增加貸款，作為增建房間與添置設備之用。
1961年4月，南投縣政府原計畫將涵碧樓賣給勵志社的計畫被南投縣議會否決，因原估計300多萬元，被認為是低估市值，在調整售價後，又被勵志社的投資人台灣銀行覺得價格太高而放棄。1962年6月，涵碧樓改由「台灣省觀光事業委員會」承租，但實際仍由勵志社管理。1966年2月，原涵碧樓的日式建築拆除，改建為四層樓的現代建築，並向台灣銀行貸款了1,850萬元（實際上是由臺灣省財政廳撥借），同年9月20日改建完成開幕，其中湖景樓是最豪華的渡假別墅，為磚造二層樓中式建築。
1987年12月7日，臺灣省建設廳核准日月潭涵碧樓招待所成立「涵碧樓大飯店股份有限公司」，並規劃另建涵碧樓飯店，台灣省交通處同意其適用《獎勵民間參與交通建設條例》規定，向臺灣省政府申請投資修建及新建涵碧樓觀光大飯店，在1990年6月經省府同意。在土地租約部分，租期從新的租約由1996年至2005年，後又援引《國有財產法》向農委會申請延長租期為19年。1982年，南投縣議會有感於縣議員赴涵碧樓住宿，因經營者曾任蔣介石的侍衛，姿態頗高，議員深感未受禮遇，乃清查縣府檔案，發現涵碧樓的主建築產權登錄為縣府所有，係以一年租金60萬元租給「管理委員會」，且當時雙方簽訂的20年租約即將到期。縣議會乃要求縣府調高租金，但管理委員會異議。
1989年10月，南投縣政府訴請交還涵碧樓房屋。1990年臺中地方法院判決涵碧樓公司應給付67萬元、及至交還房屋日為止每天5.6萬元的損害金，而涵碧樓公司在之後提起上訴，直到最高法院在1991年11月駁回上訴。涵碧樓於是在事後交還南投縣政府，由縣府在1995年10月辦理建物登記。另外，涵碧樓大飯店公司在與南投縣政府的訴訟期間，於舊涵碧樓隔壁新建一批別墅式的涵碧樓旅館，在921大地震後因遊客減少，1998年由丁顯文以3億元將權利金賣給鄉林建設。2002年3月3日，鄉林建設重建的涵碧樓飯店完工，此建築由Kerry Hill設計，總投資額新臺幣18.6億元，總樓地板面積26,690平方公尺，約八千建坪。曾因排放廢水污染日月潭受罰。另外，南投縣政府的舊涵碧樓在1999年的921大地震中震毀，在2000年拆除。2007年，南投縣政府在其原址辦理BOT模式興建飯店（桐核麥集團得標）。

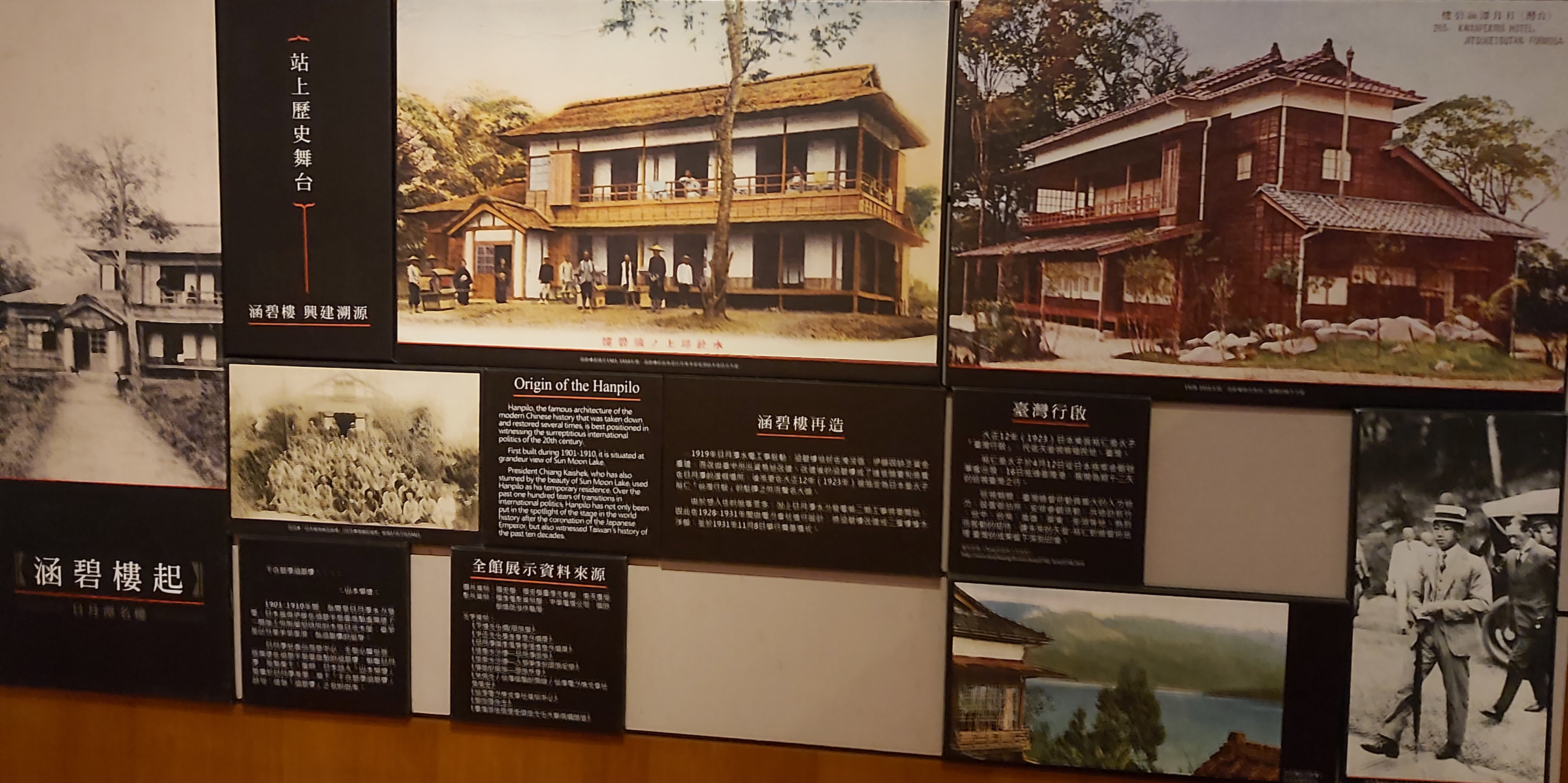
涵碧樓行館日治時期舊貌，1966年改建後原貌不存，圖片陳展於涵碧樓紀念館。
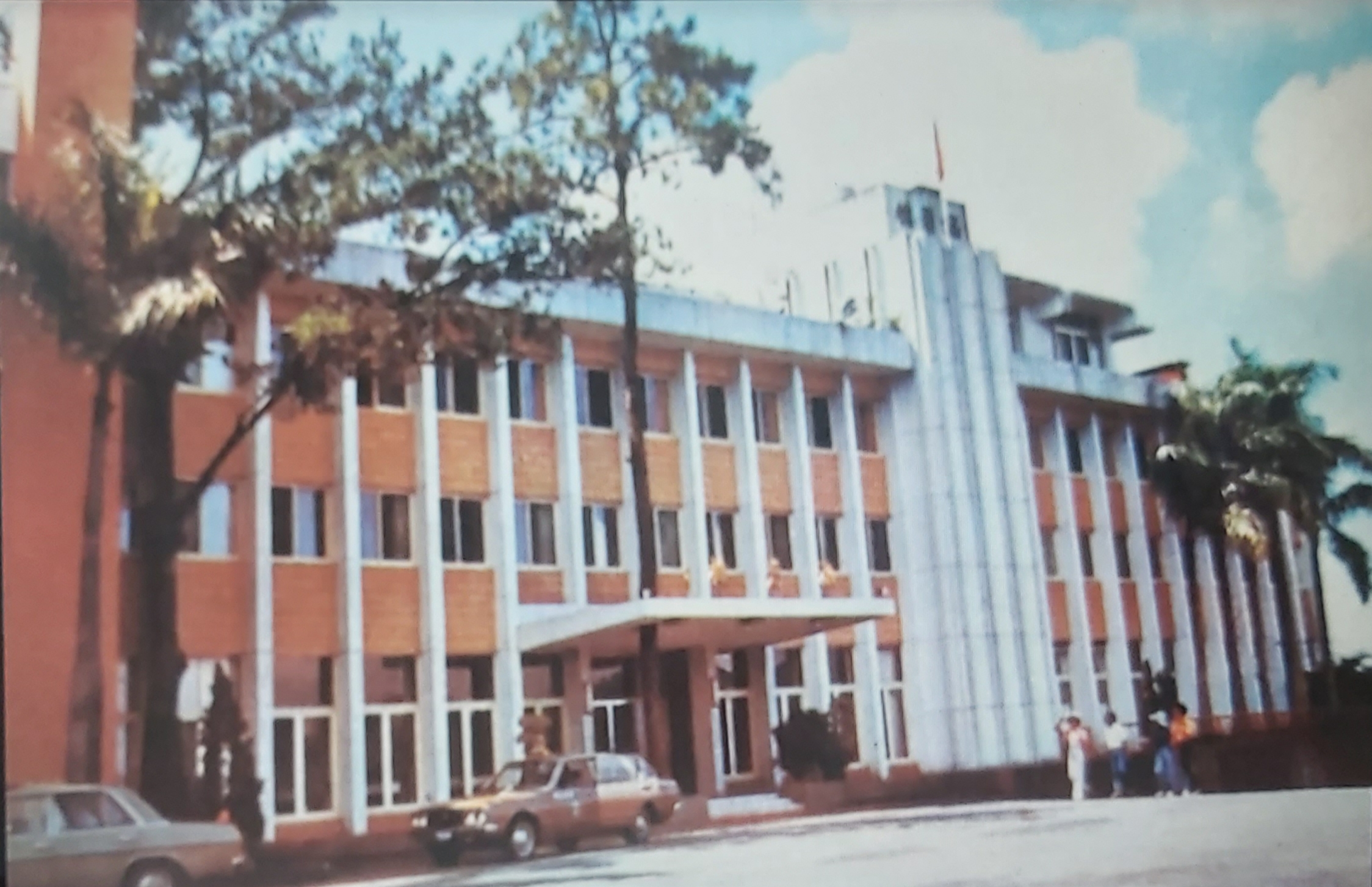
涵碧樓總統行館舊貌，於1999年九二一地震期間震毀。
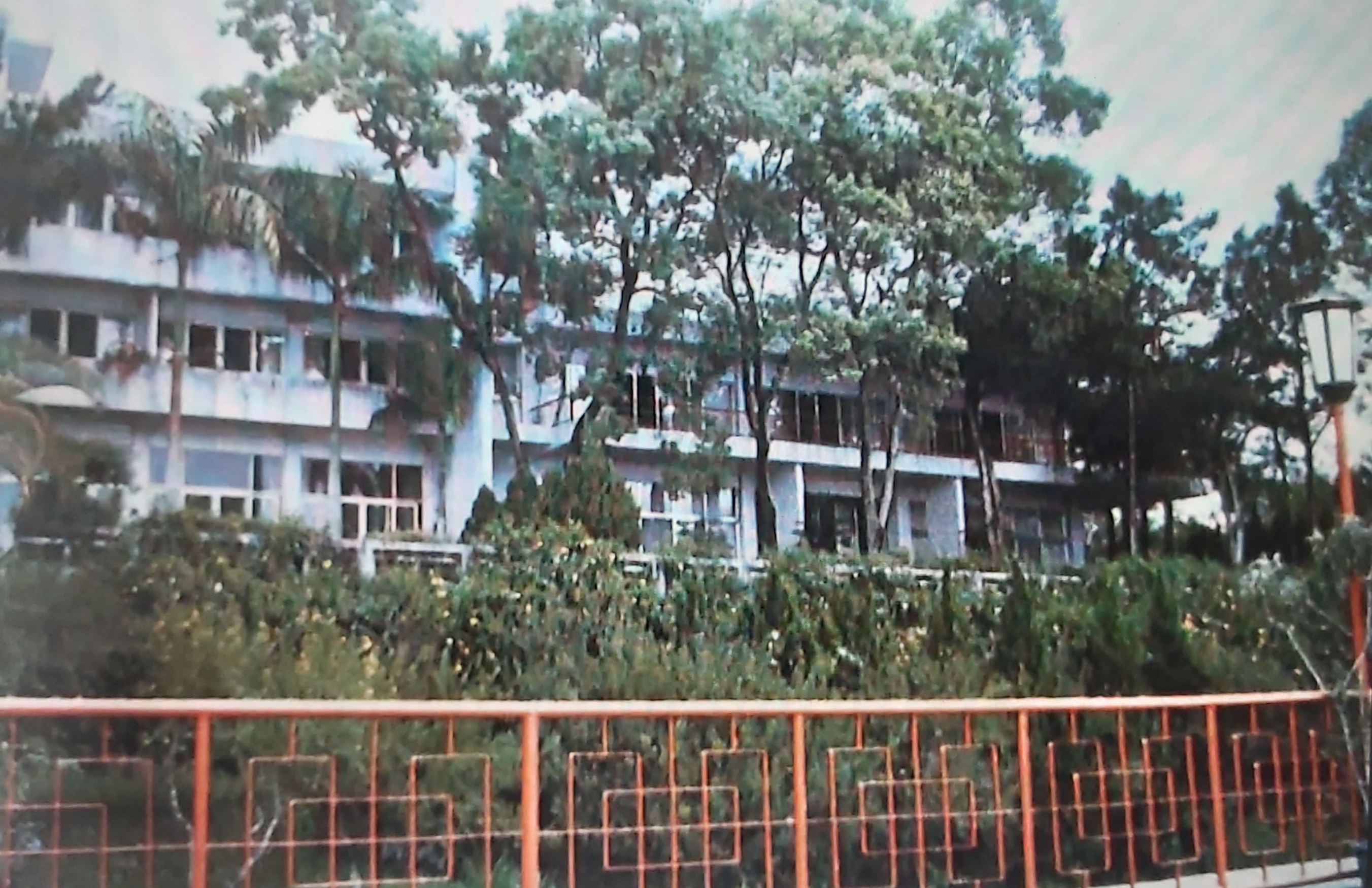
涵碧樓總統行館舊貌，於1999年九二一地震期間震毀。
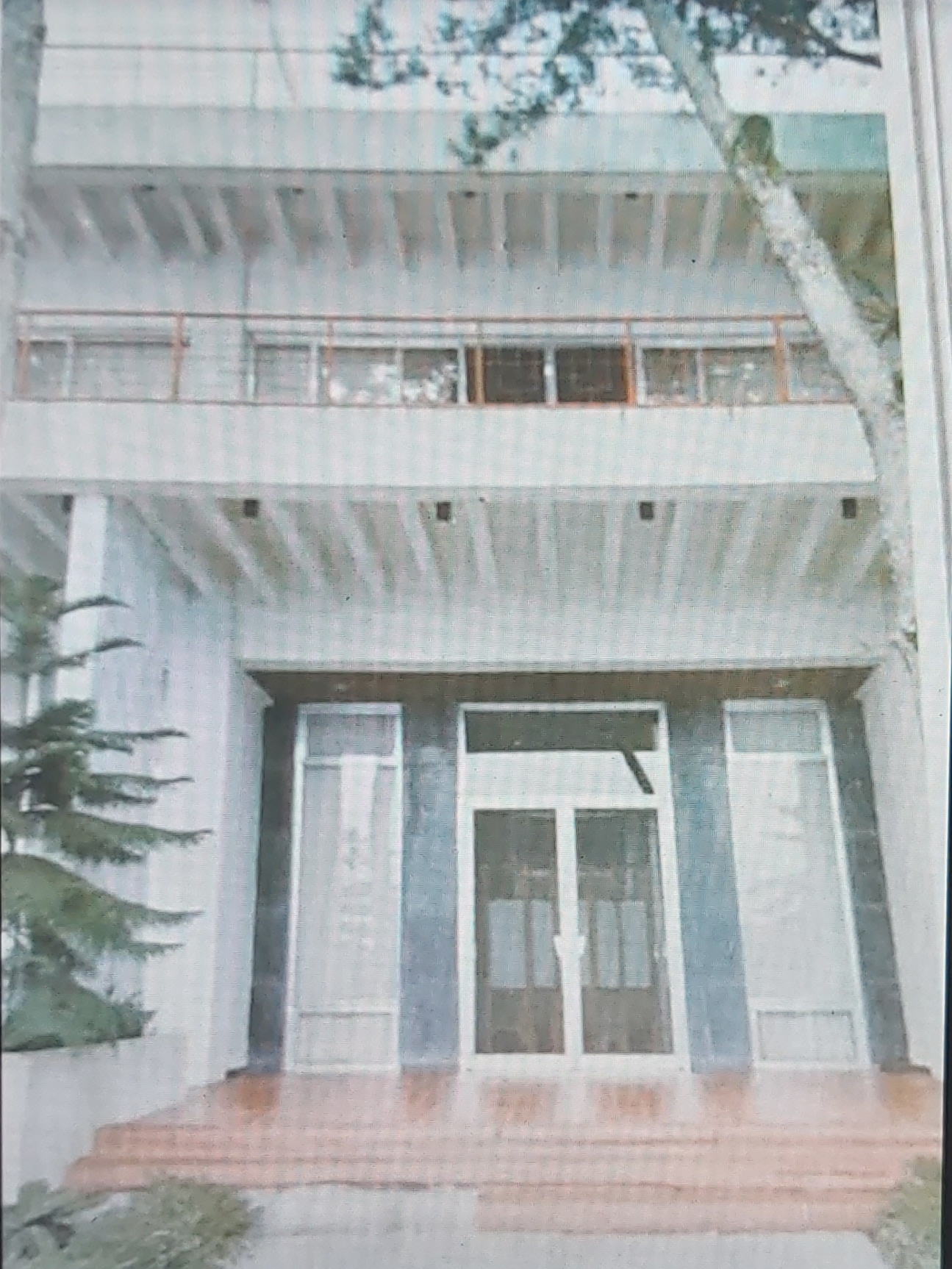
涵碧樓行館舊門戶，現已不存。
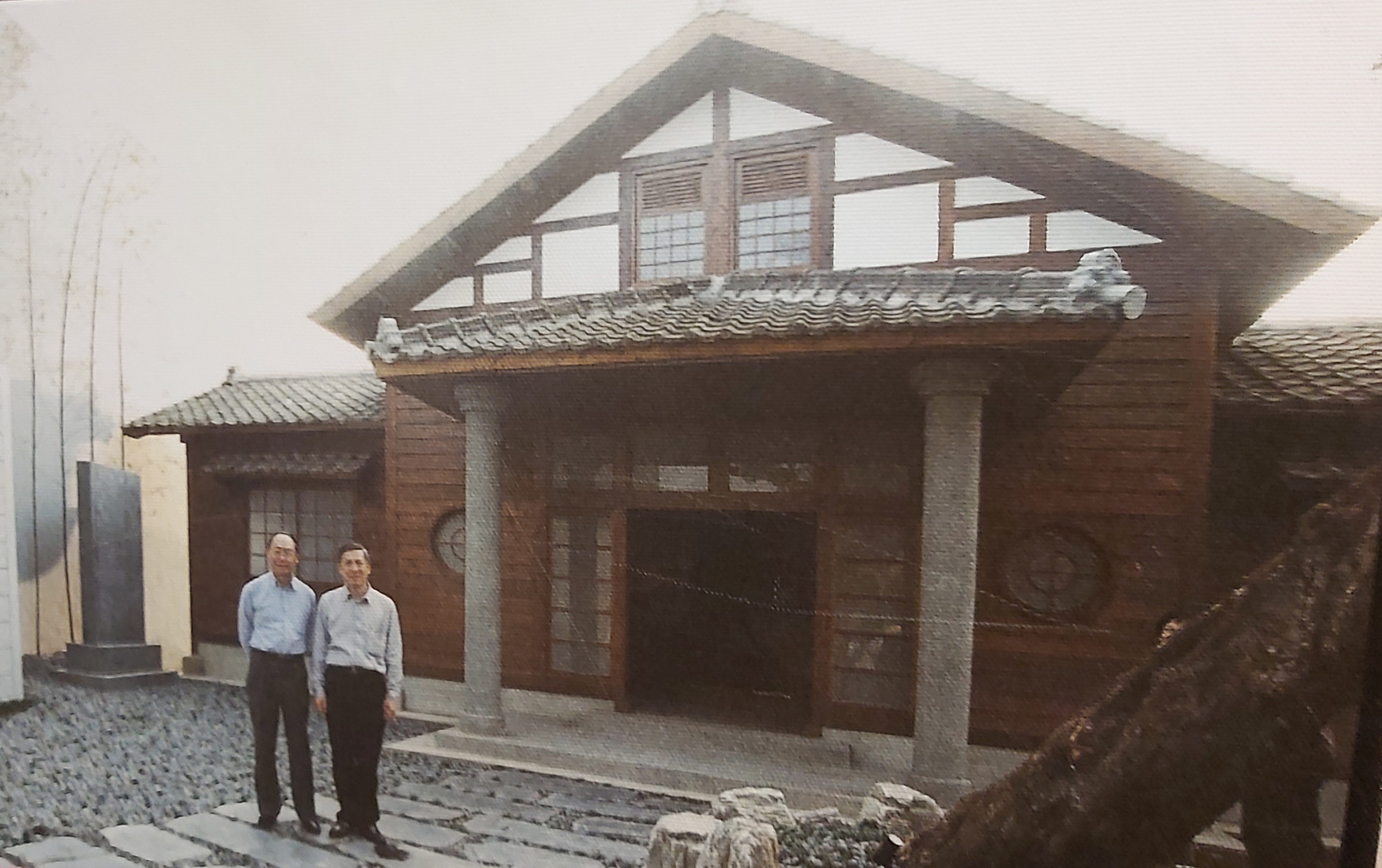
涵碧樓旁仿舊貌興建的涵碧樓紀念館，用於展示相關歷史文物。
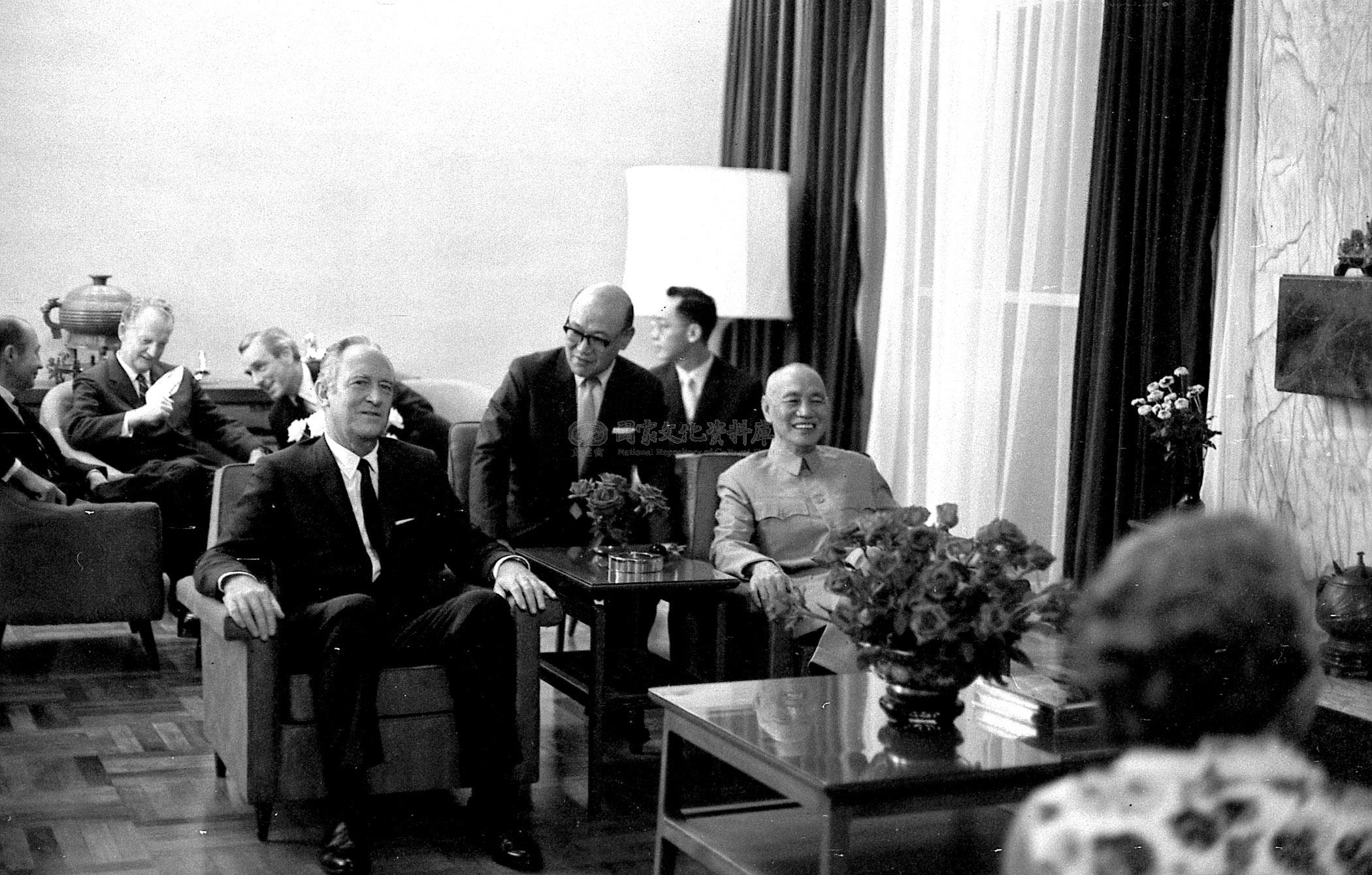
1969年8月2日，總統蔣中正於日月潭涵碧樓接見美國國務卿威廉·P·羅傑斯。
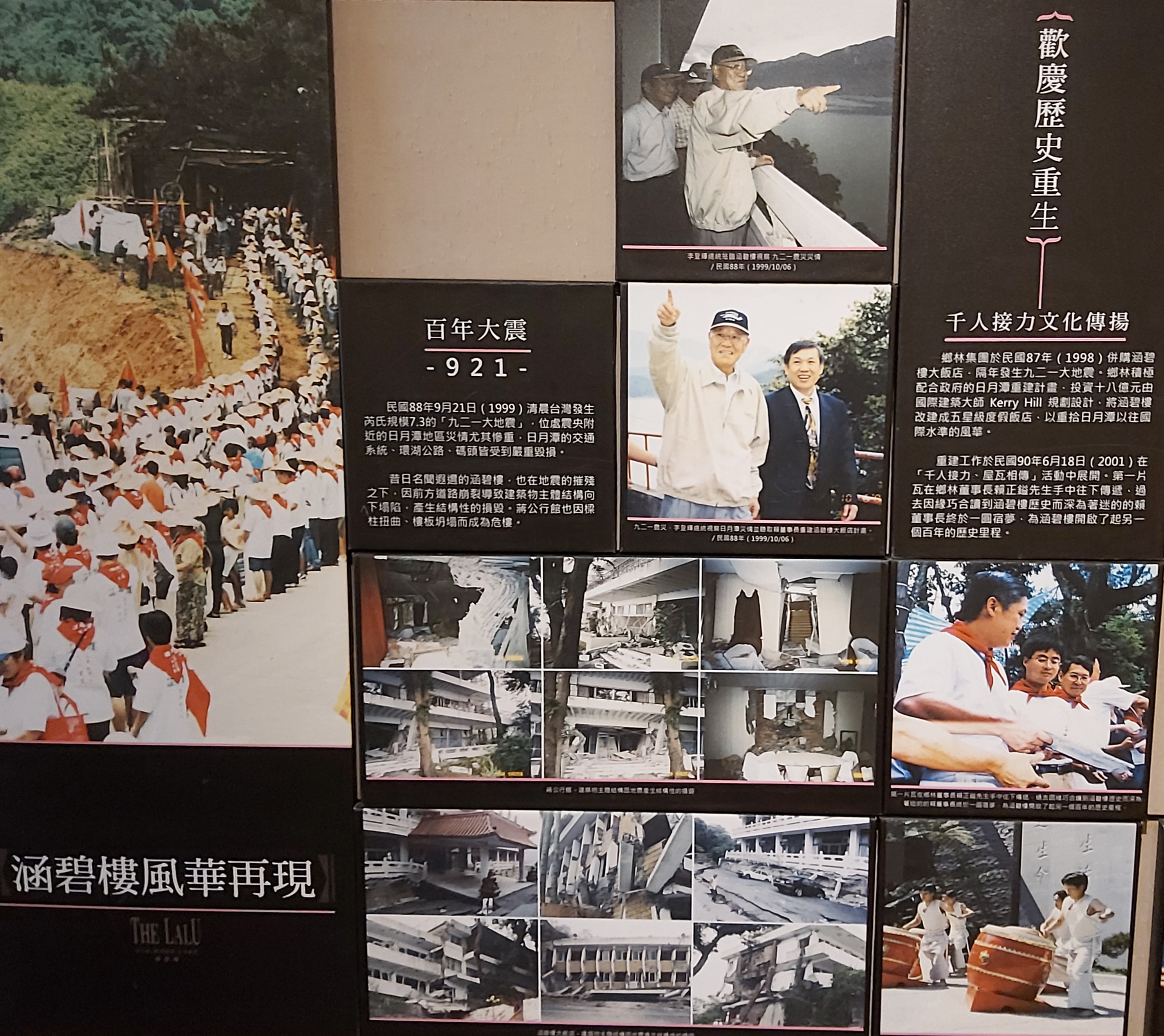
涵碧樓於九二一地震中的災損與重建，陳展於涵碧樓紀念館。
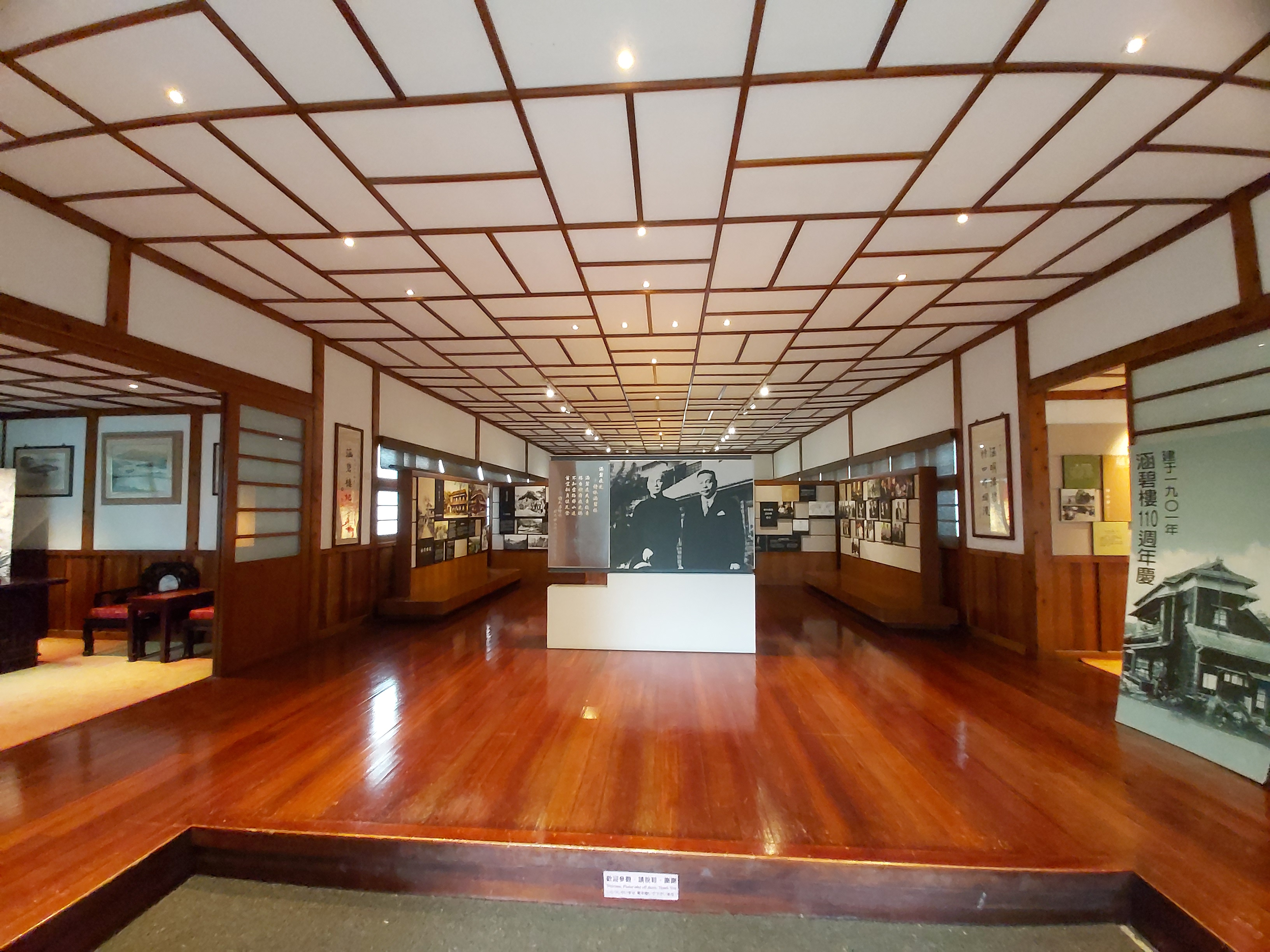
涵碧樓紀念館內部。
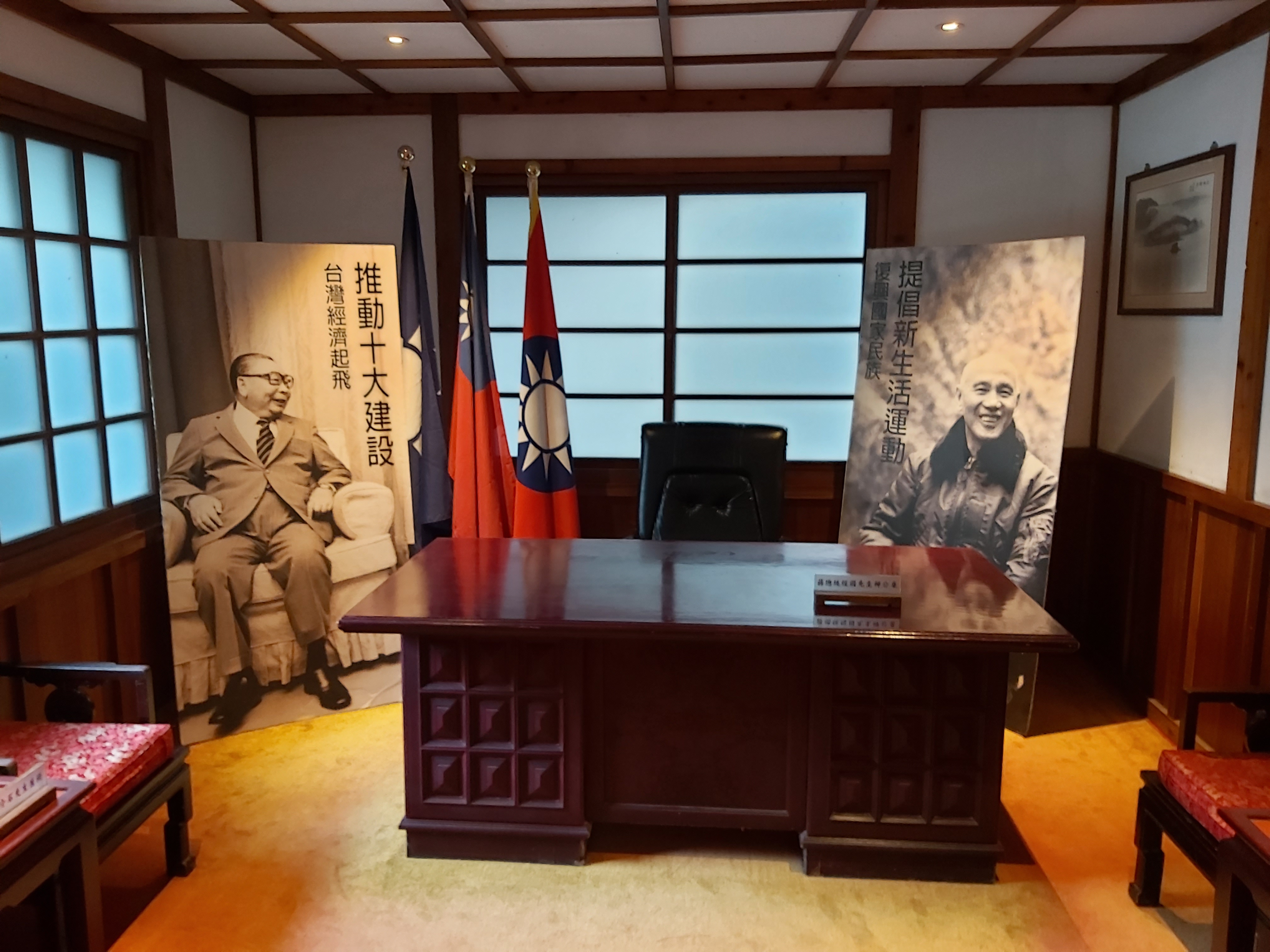
涵碧樓紀念館兩蔣辦公桌椅展間。
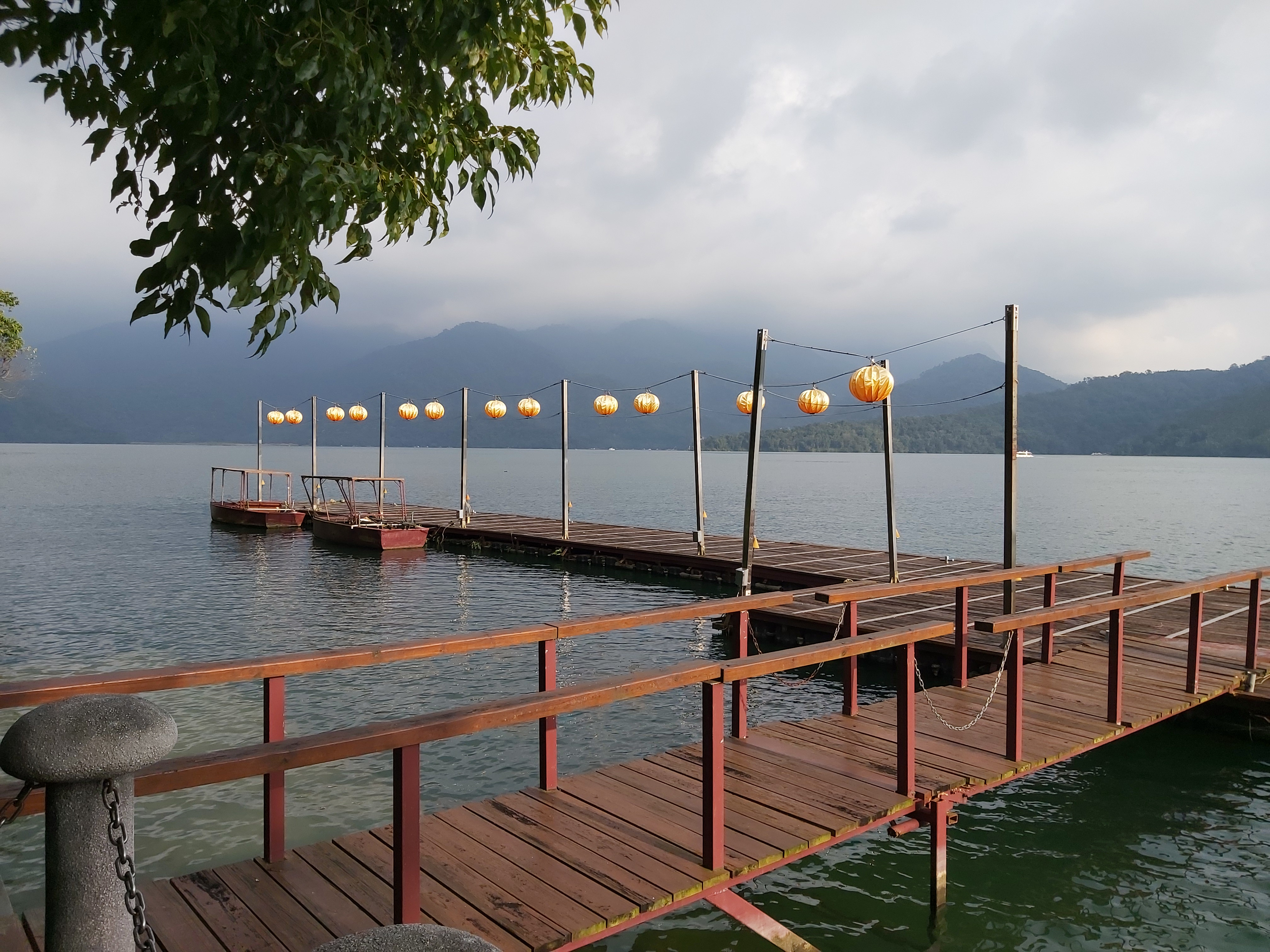
蔣公碼頭，昔日蔣中正夫婦乘船遊日月潭的船舶停靠地點。
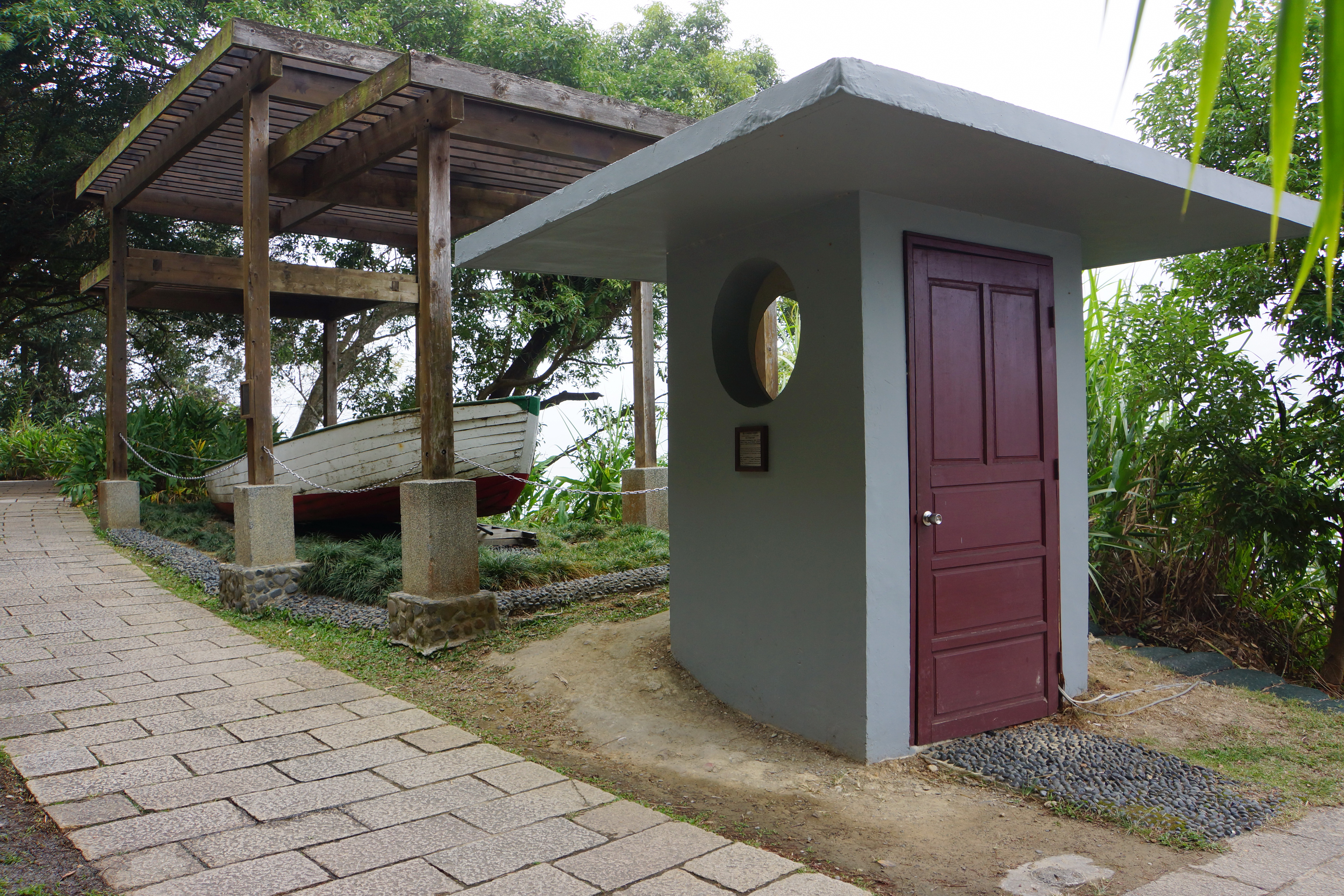
涵碧步道旁的舊崗哨，一旁停置蔣中正夫婦昔日使用的手划船隻。
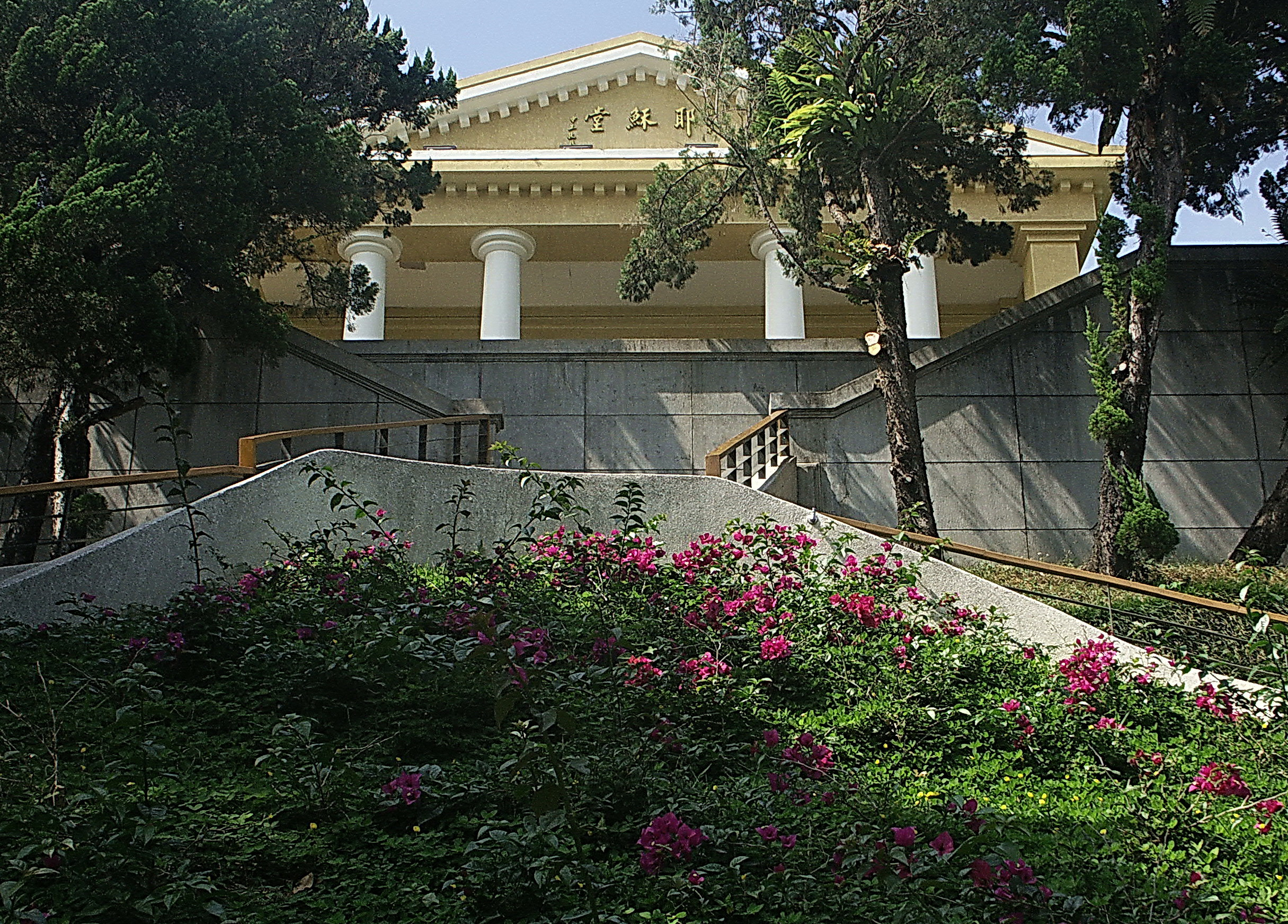
日月潭耶穌堂，為蔣中正家族駐蹕涵碧樓期間使用的禮拜堂。

## 設計
以「極簡」、「禪風」為建築設計核心思想，由木頭、石頭、玻璃和鐵等四大建材所構成，「Ongoing Style」之建築形式，自涵碧樓開幕後，甚至成為坊間許多餐廳、旅館、建築個案、商店抄襲的範本。整個飯店依地形、用途不同，分ABC三館，A館為客房大樓，B館包含SPA、健身房、三溫暖、會員俱樂部等休閒設施，C館則包含別墅區、會議室、圖書館、停車場等空間。

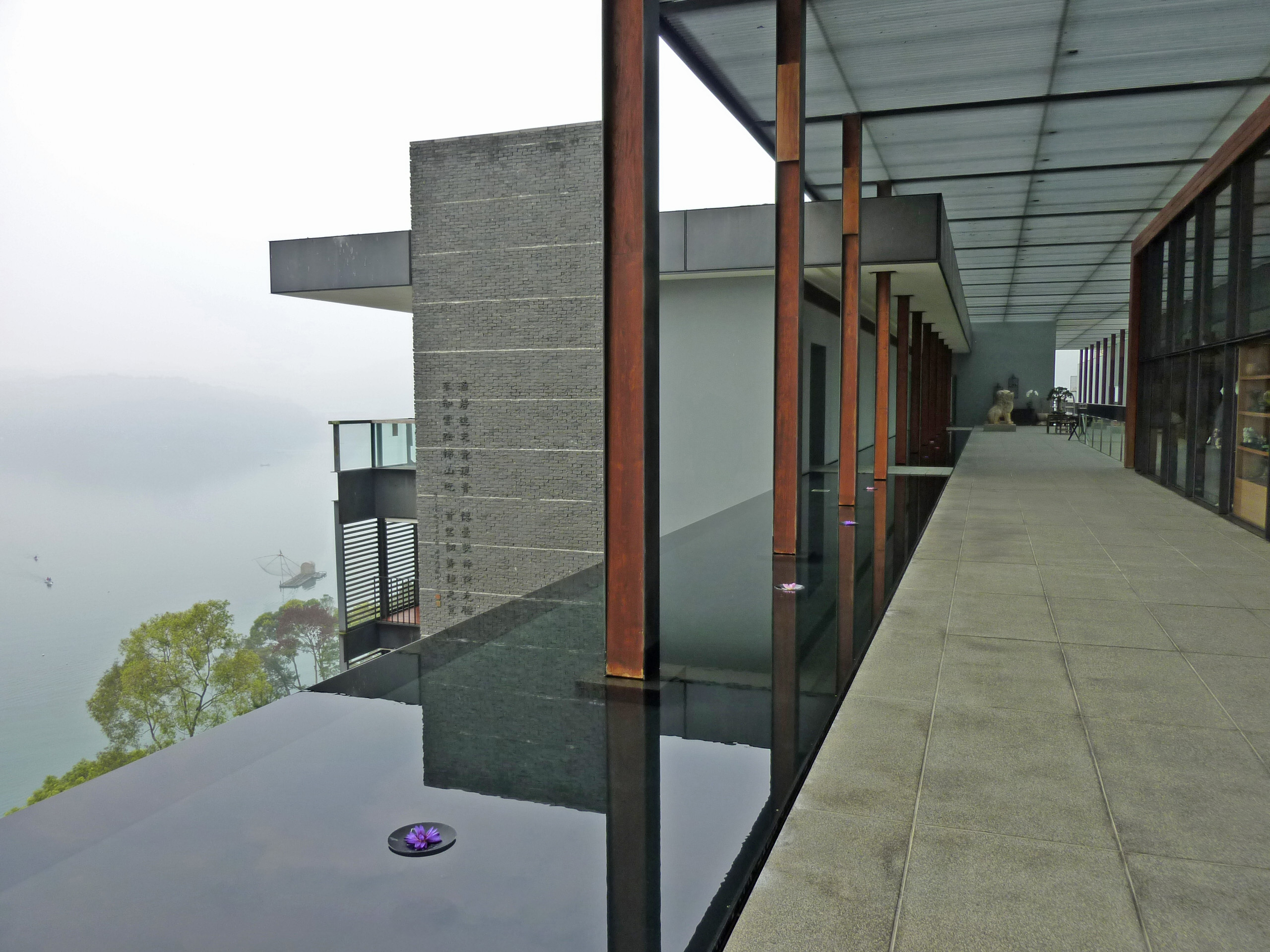
A館
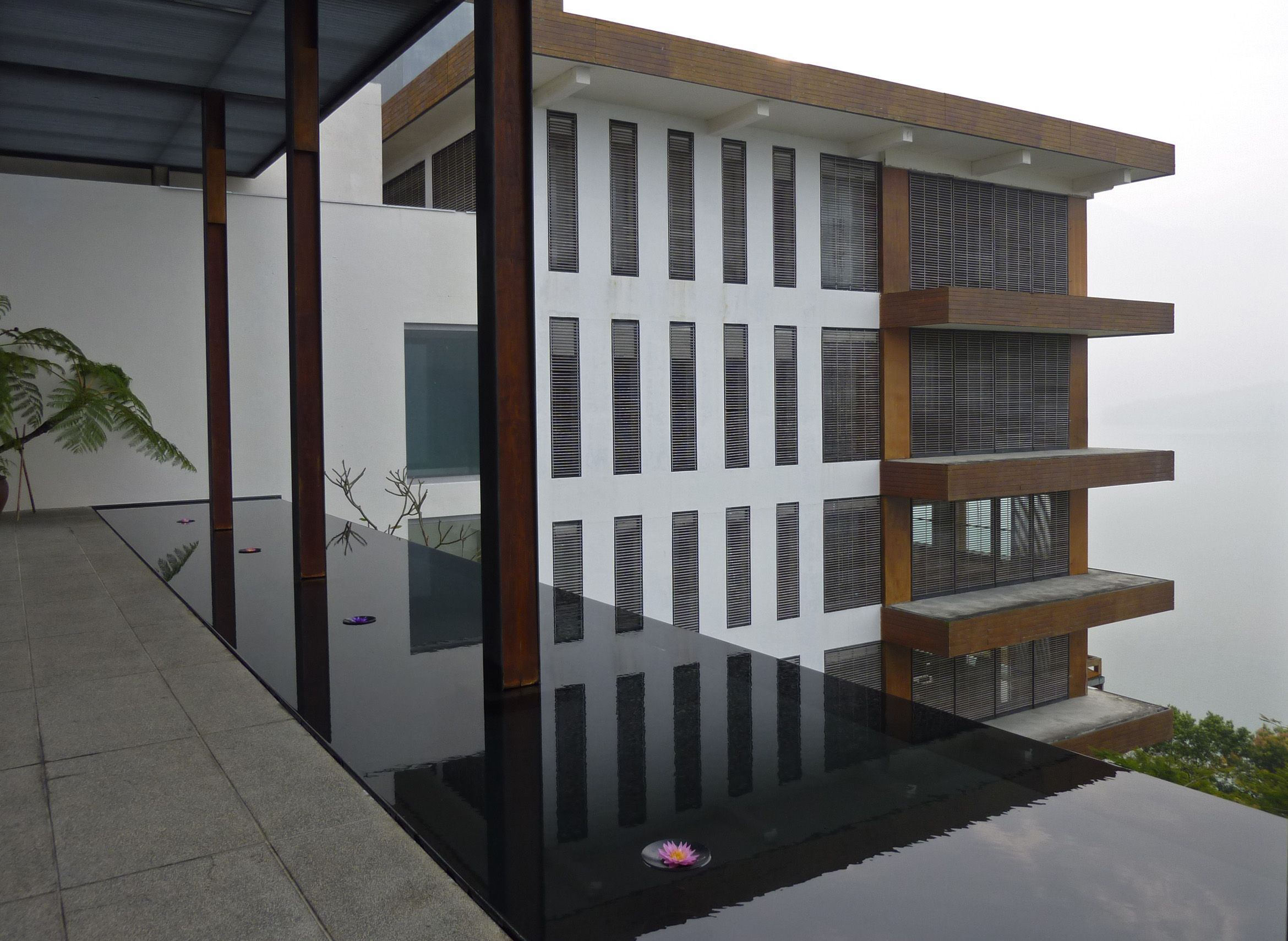
B館
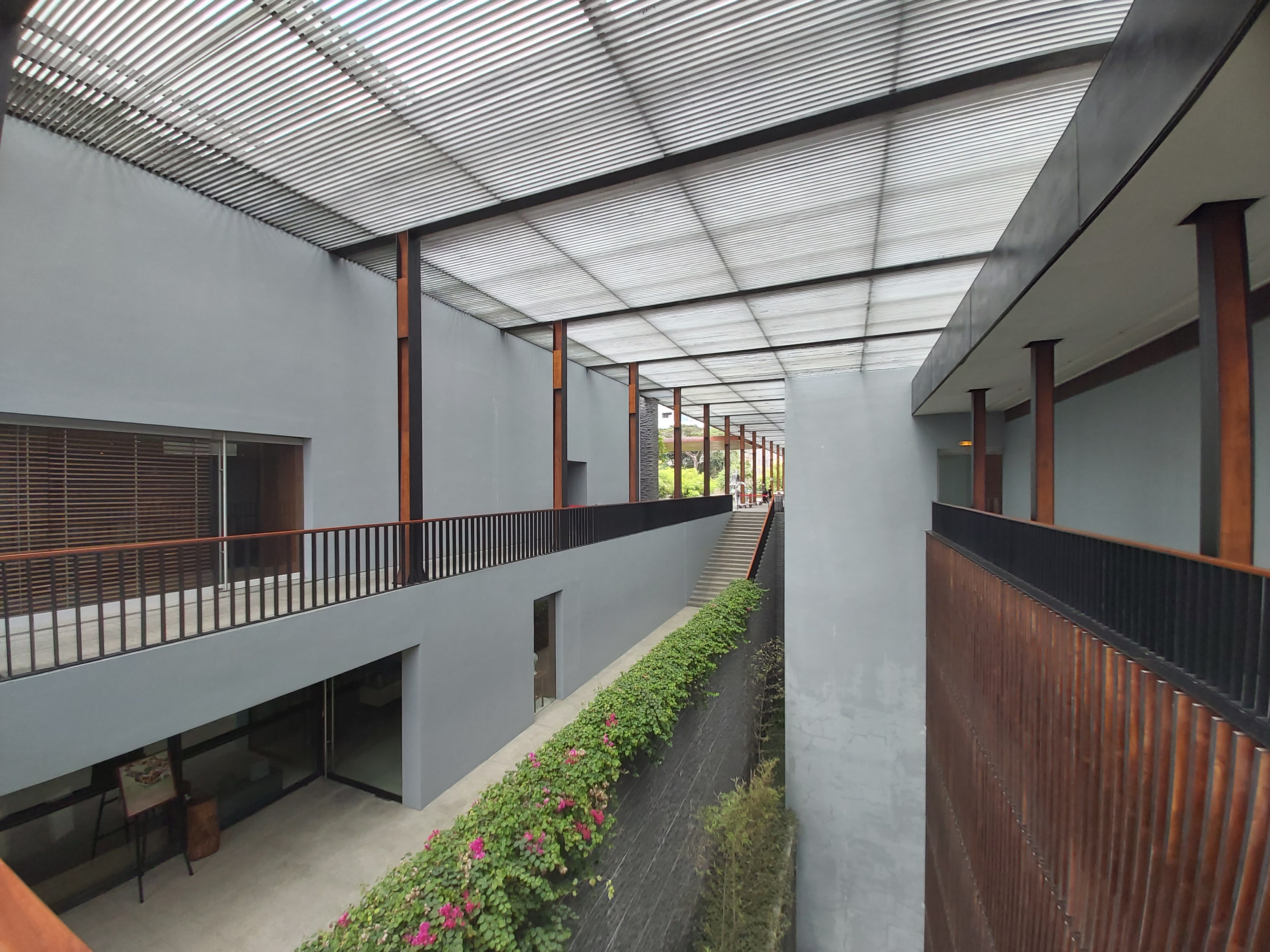
C館
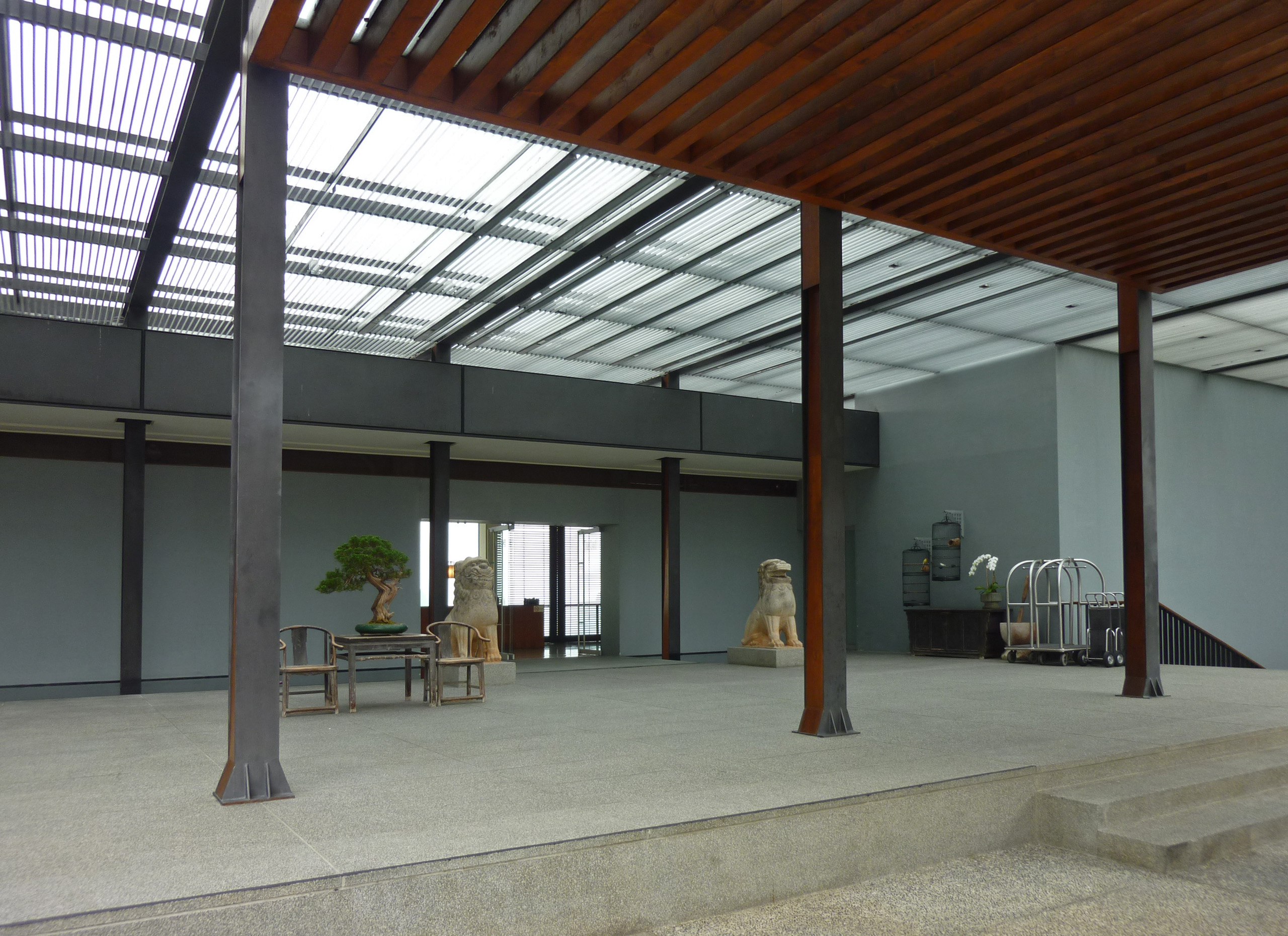
正門
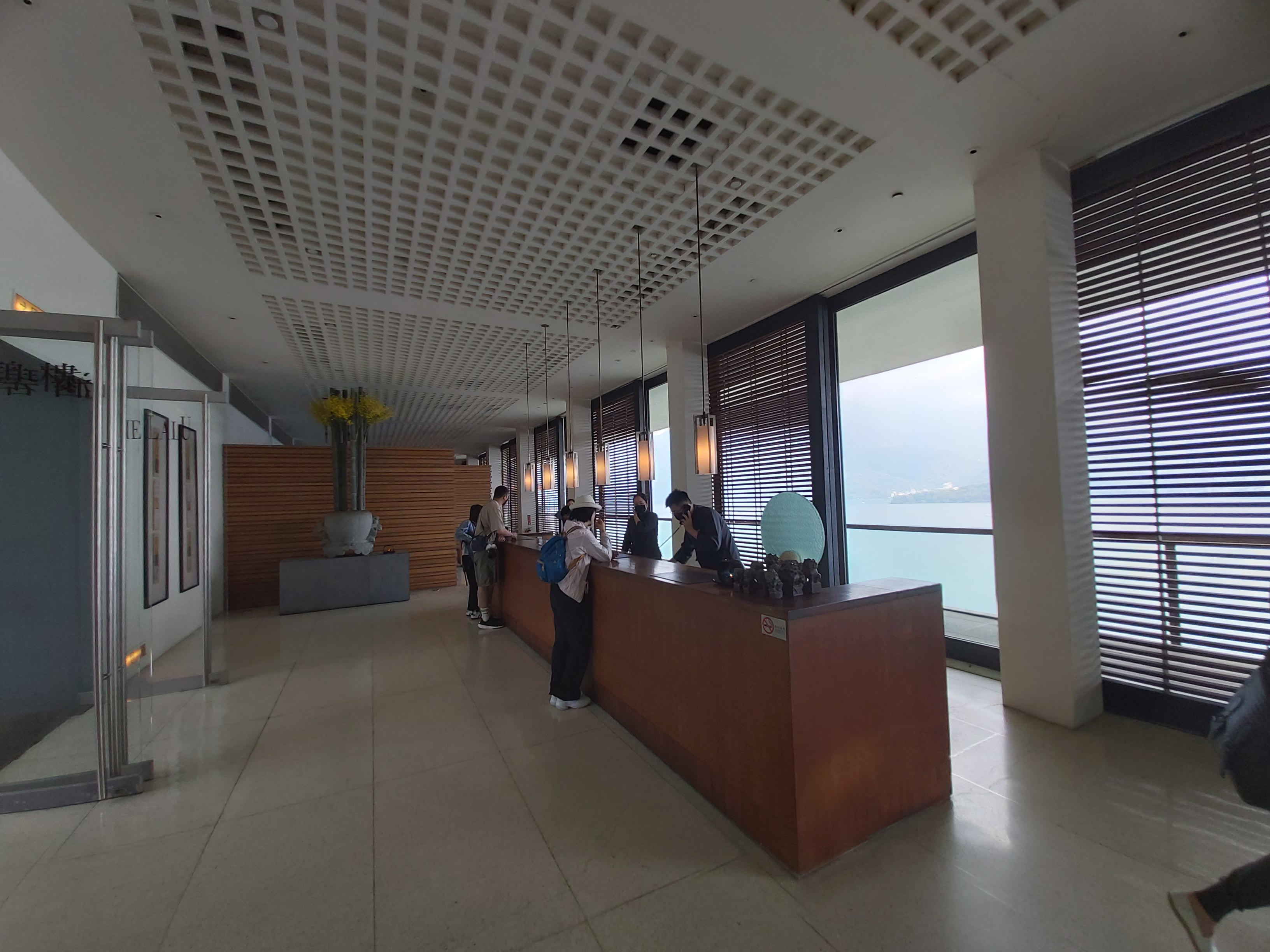
大廳
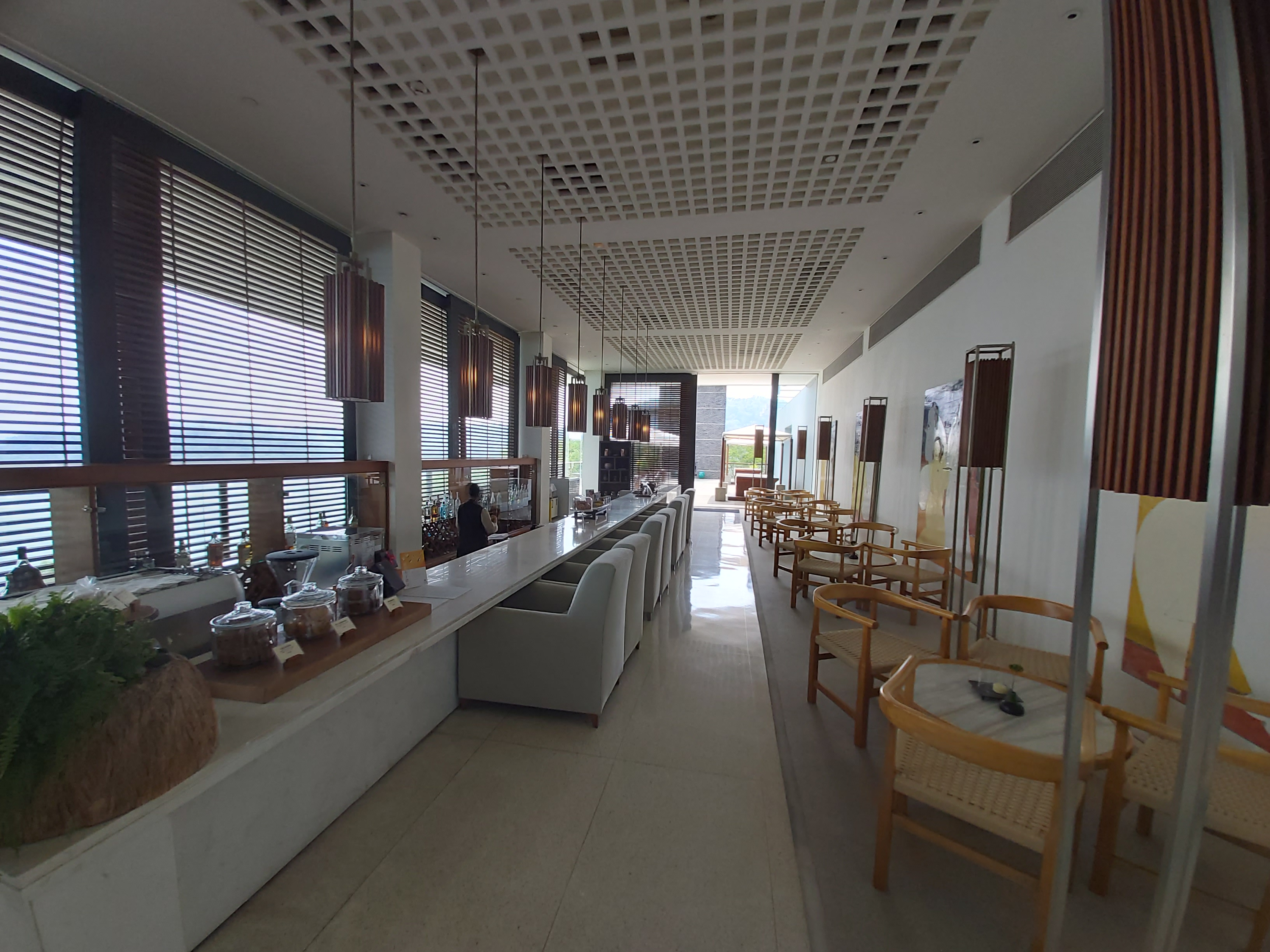
大廳酒吧
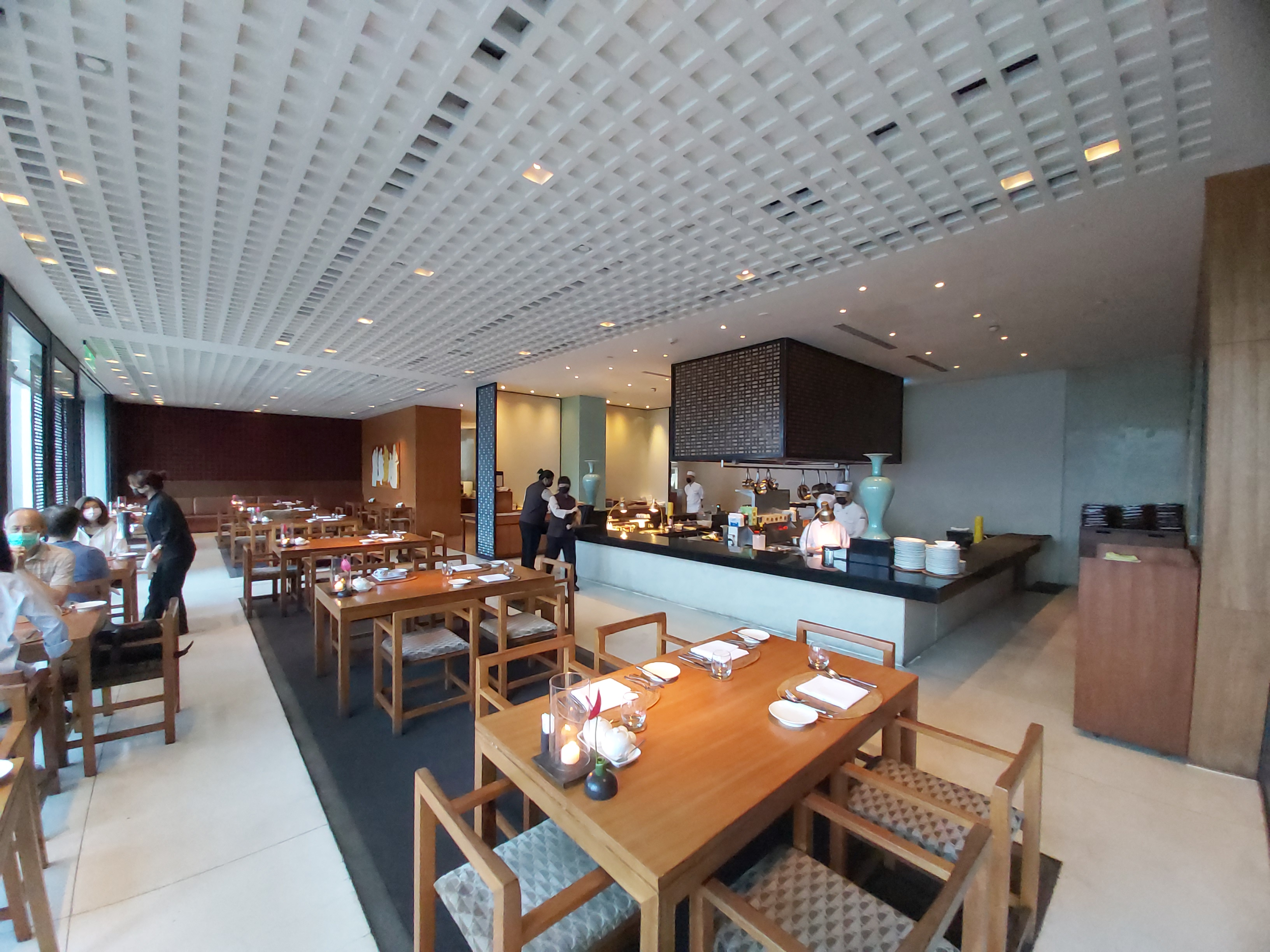
東方餐廳
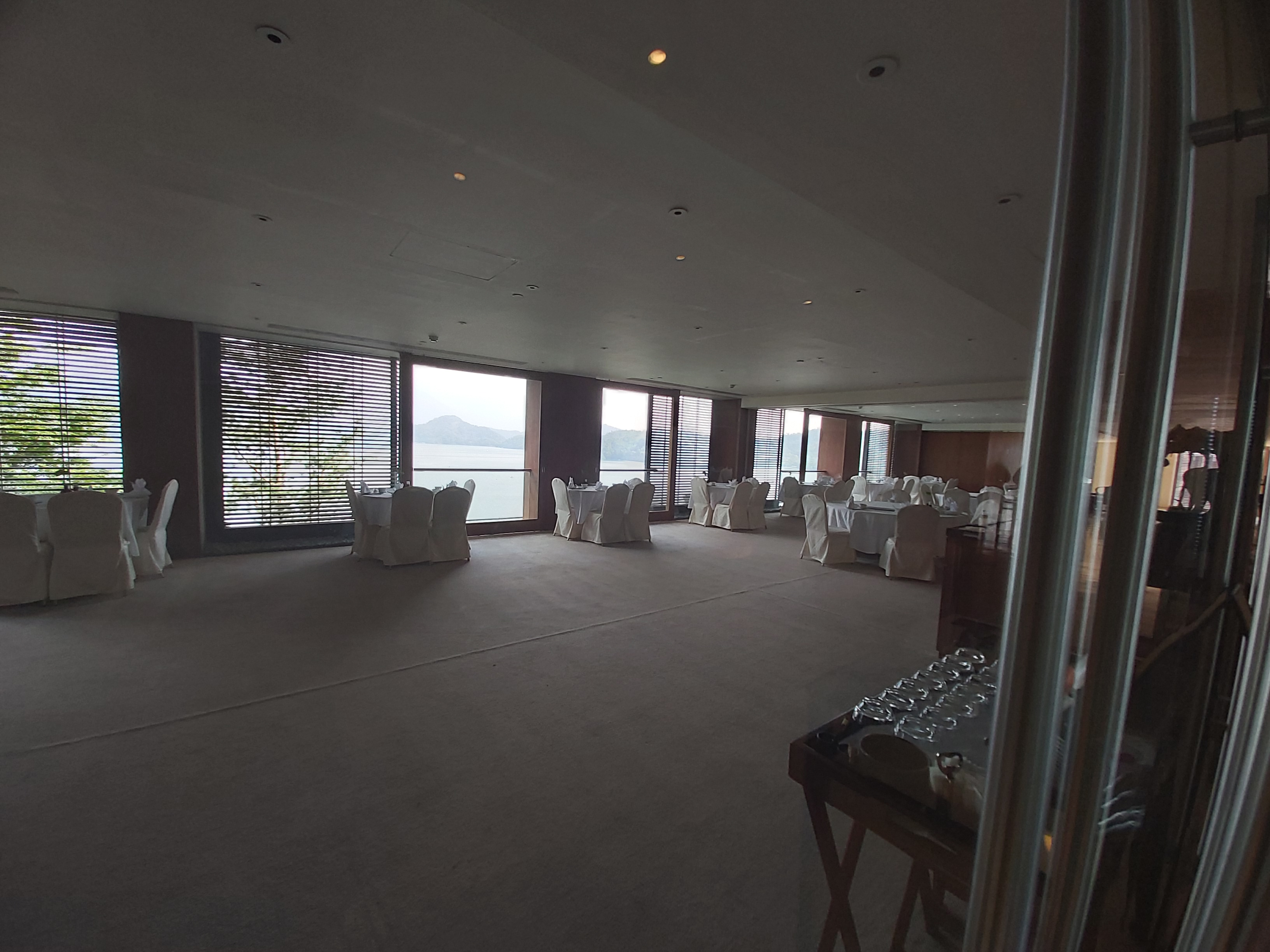
湖光軒中餐廳
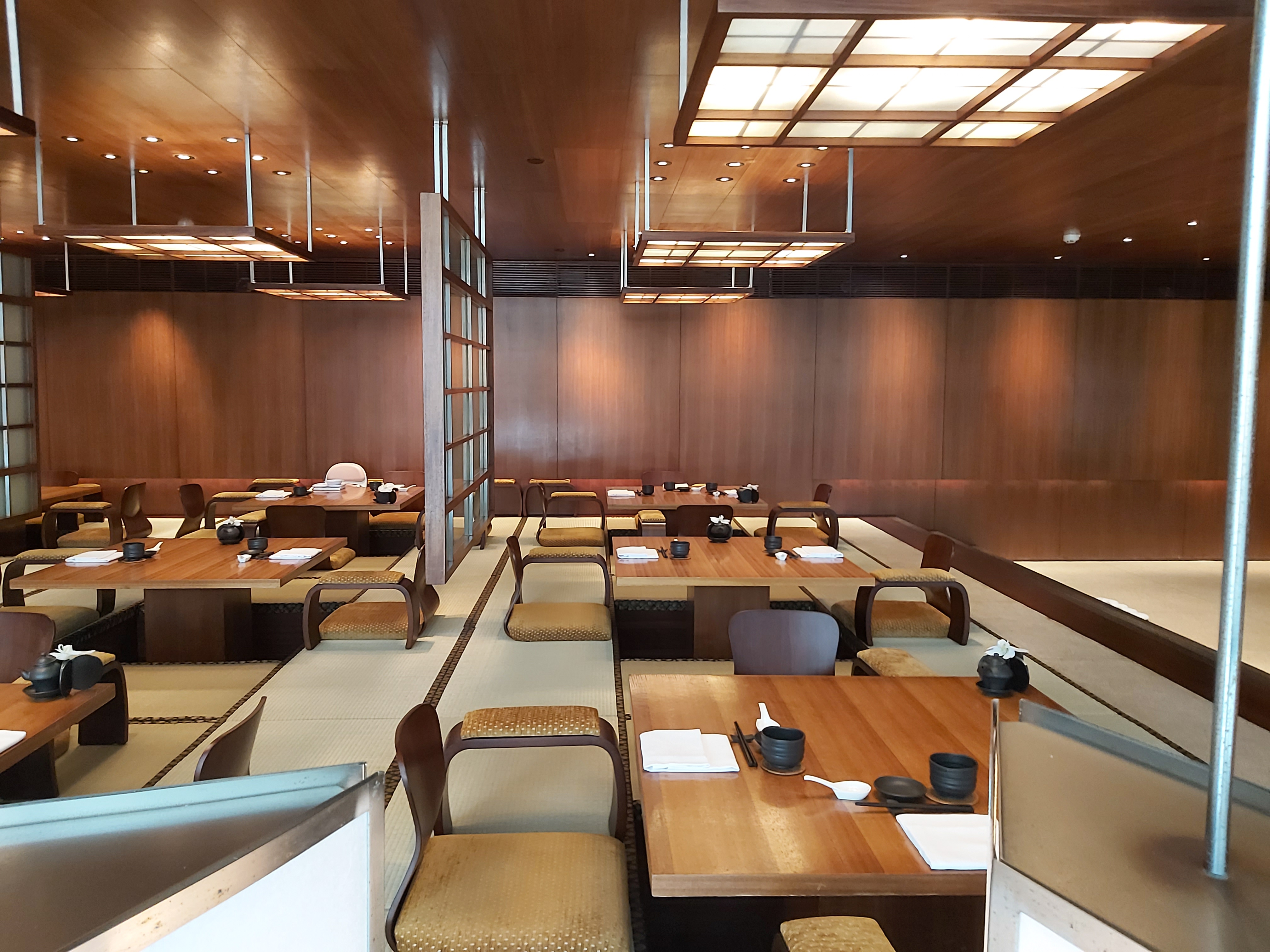
日本餐廳
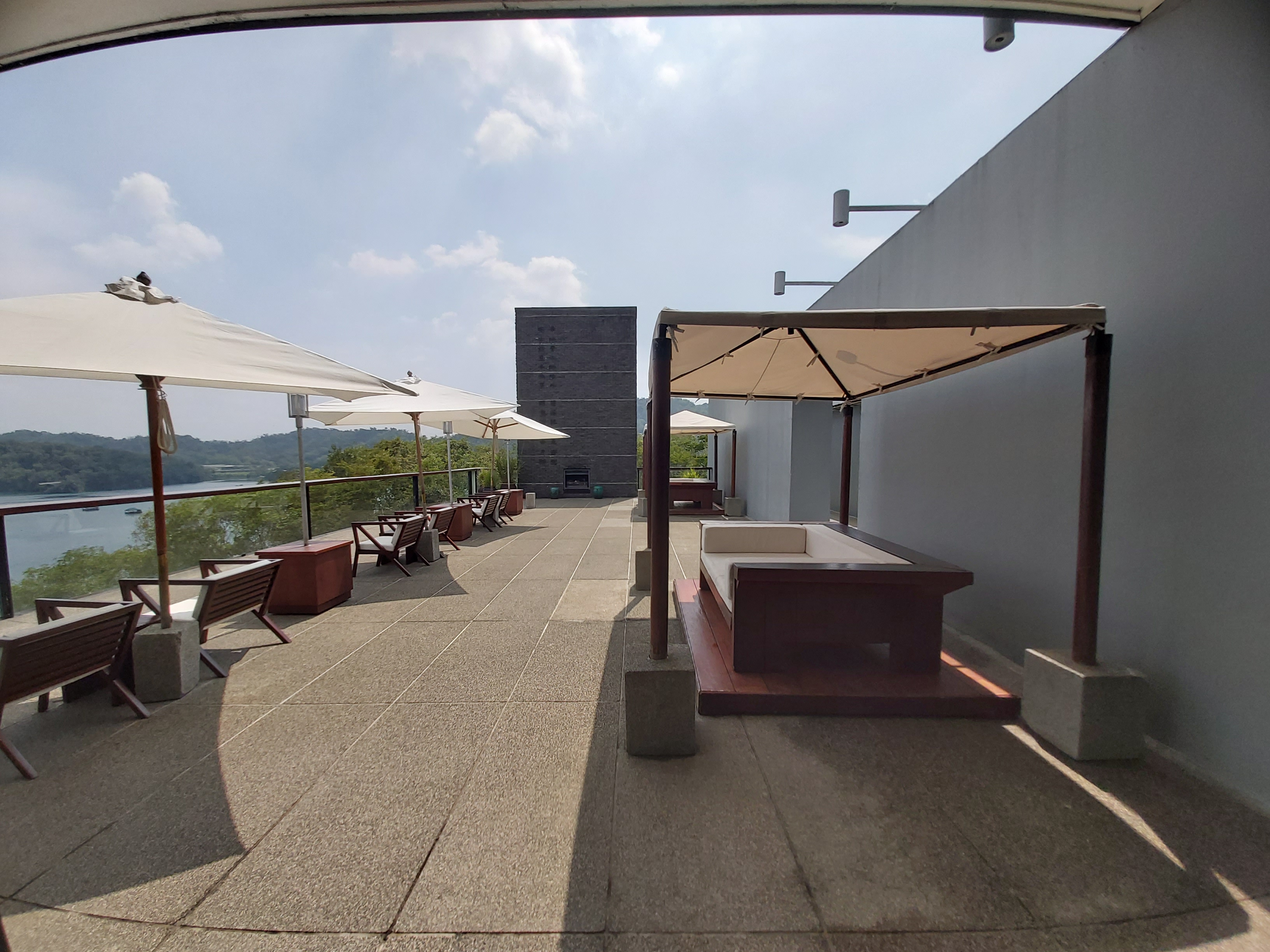
星光露台
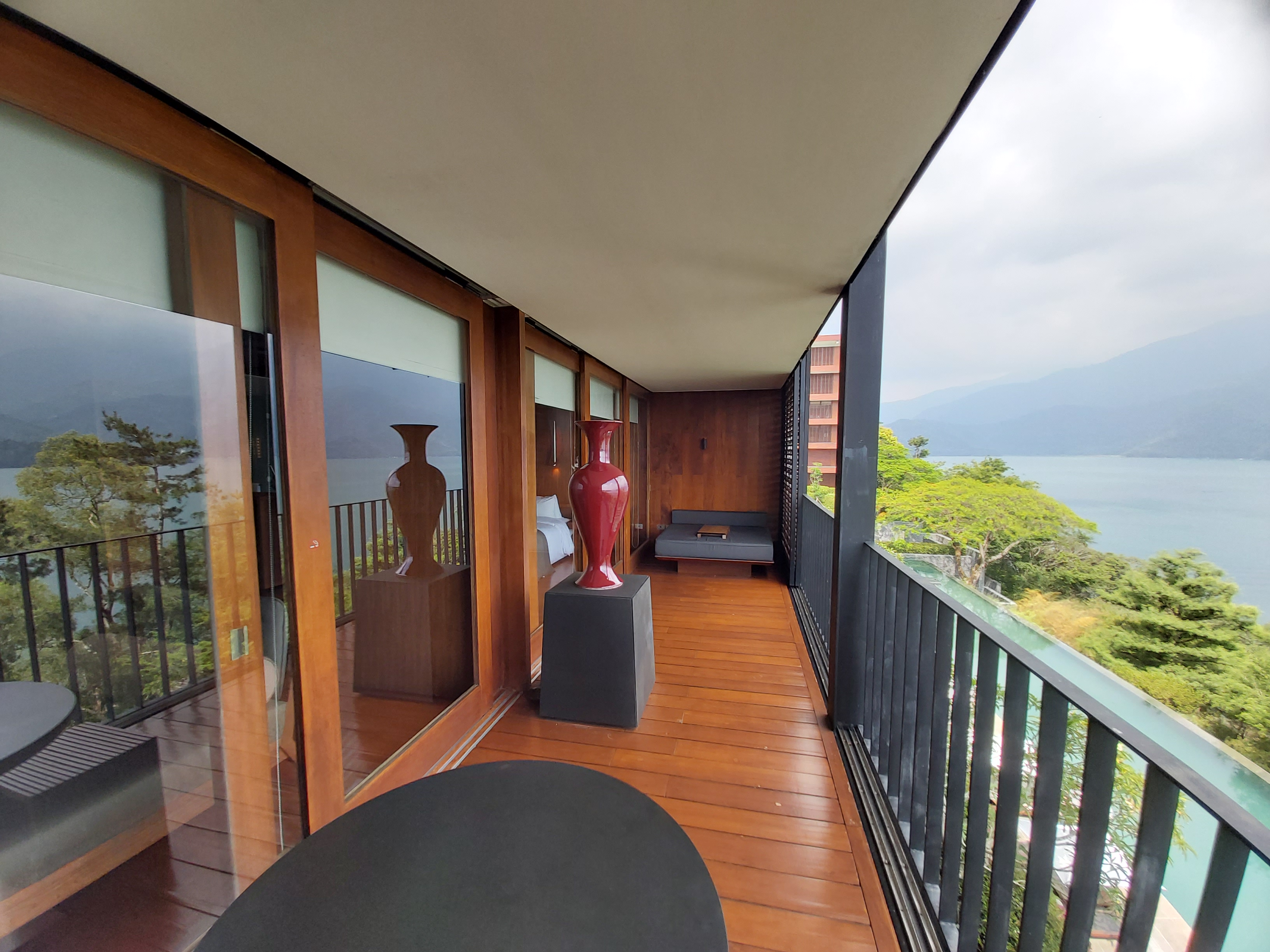
客房陽台
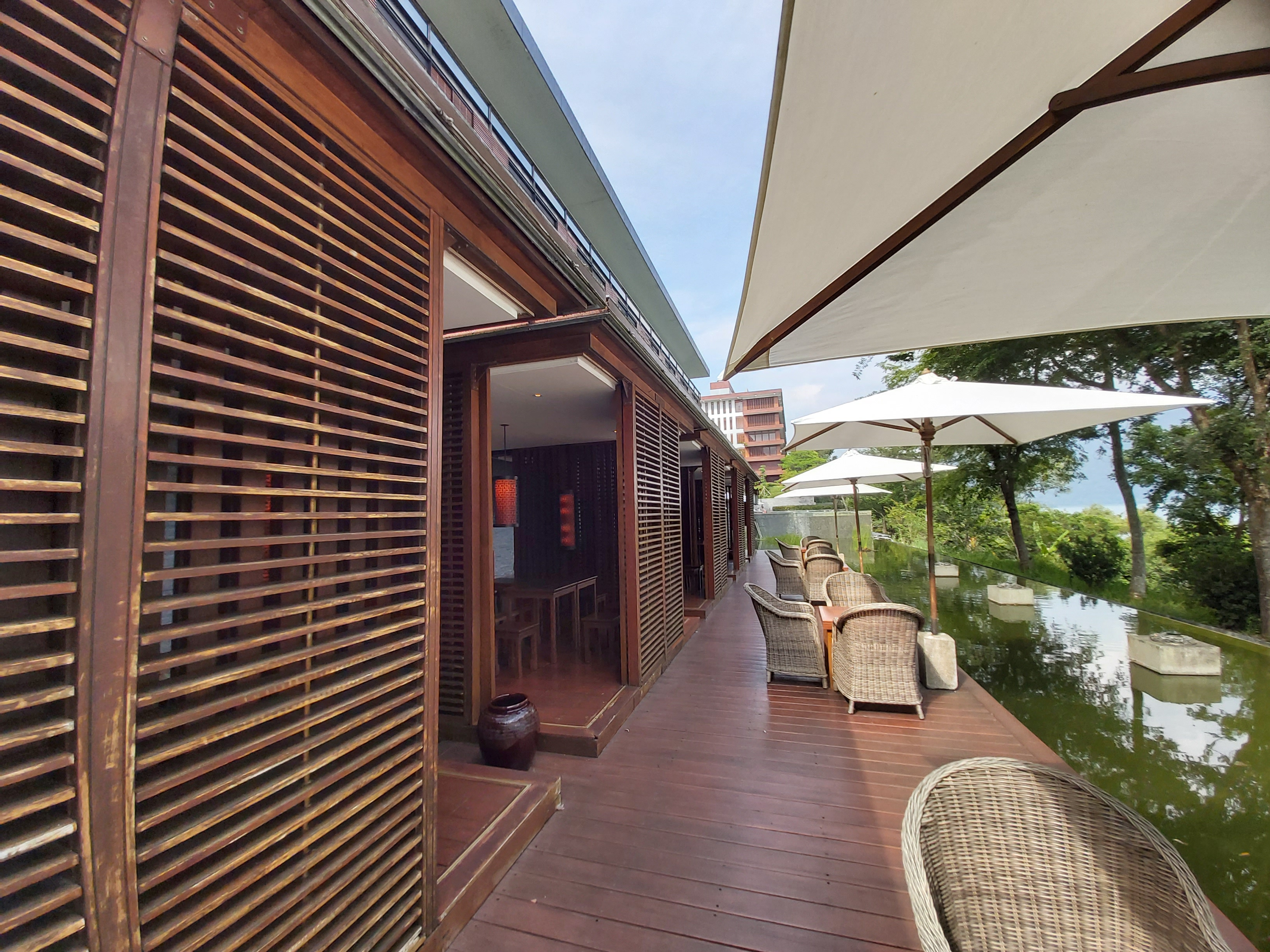
池畔茶藝館
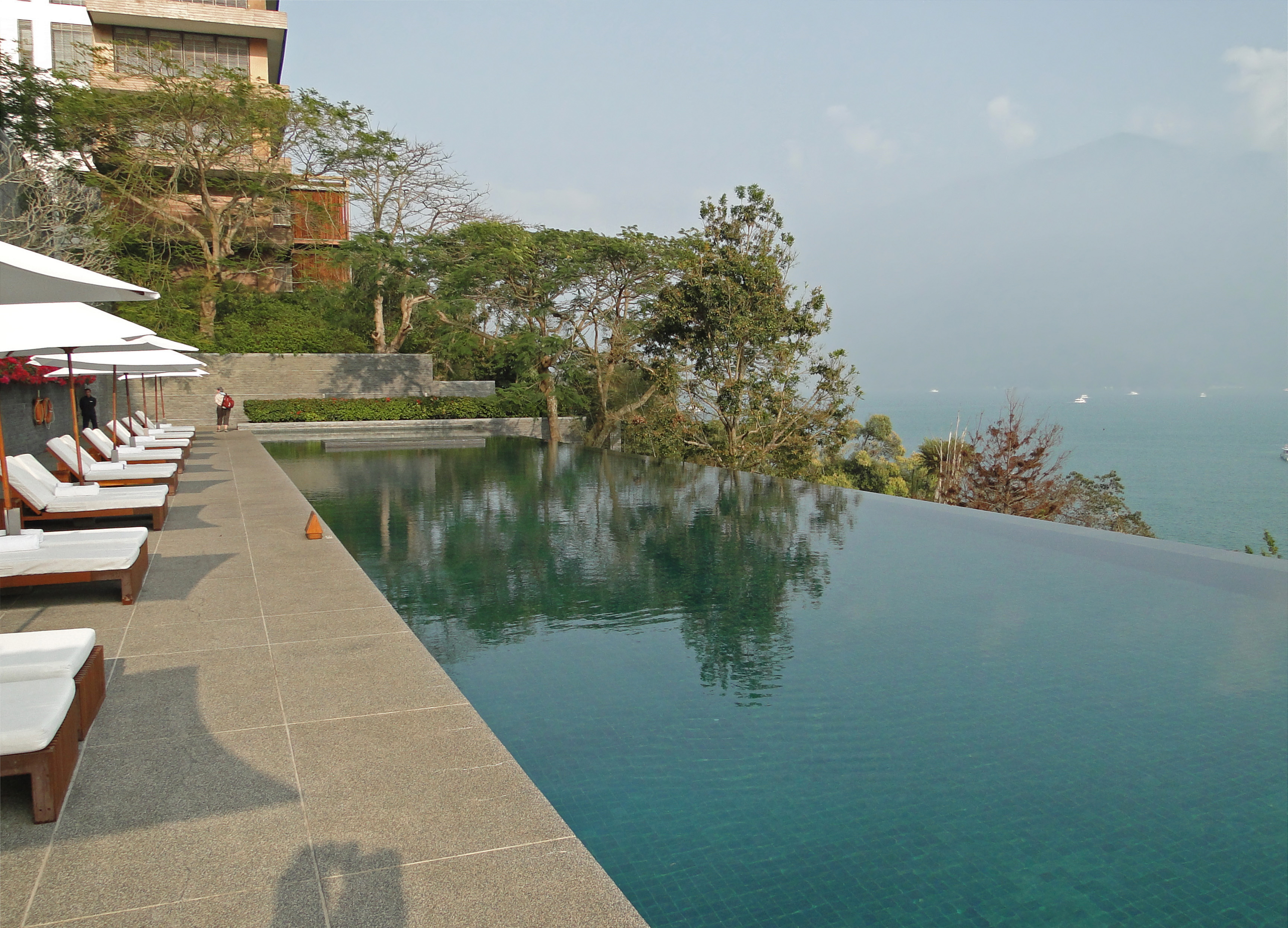
無邊際泳池
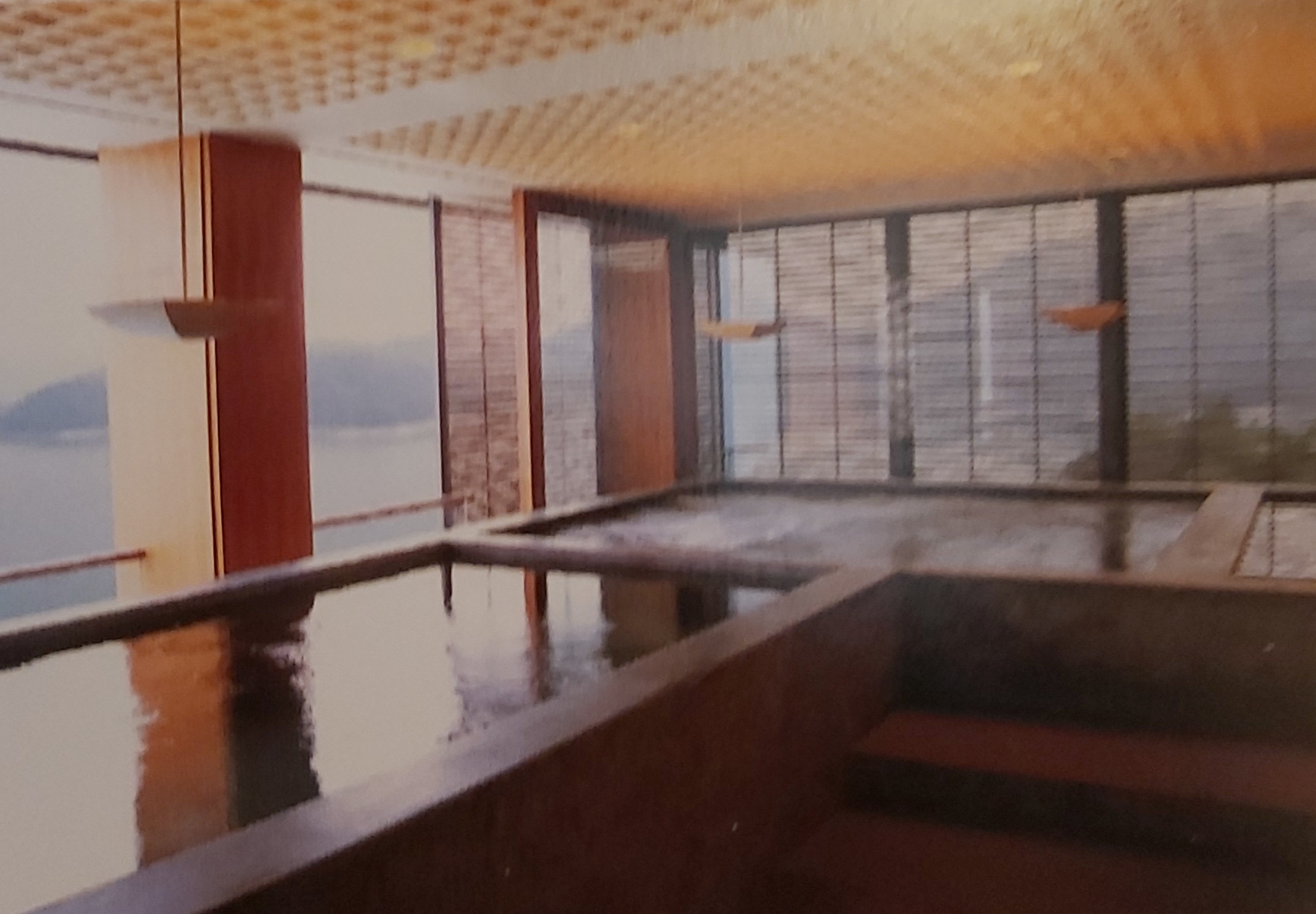
三溫暖
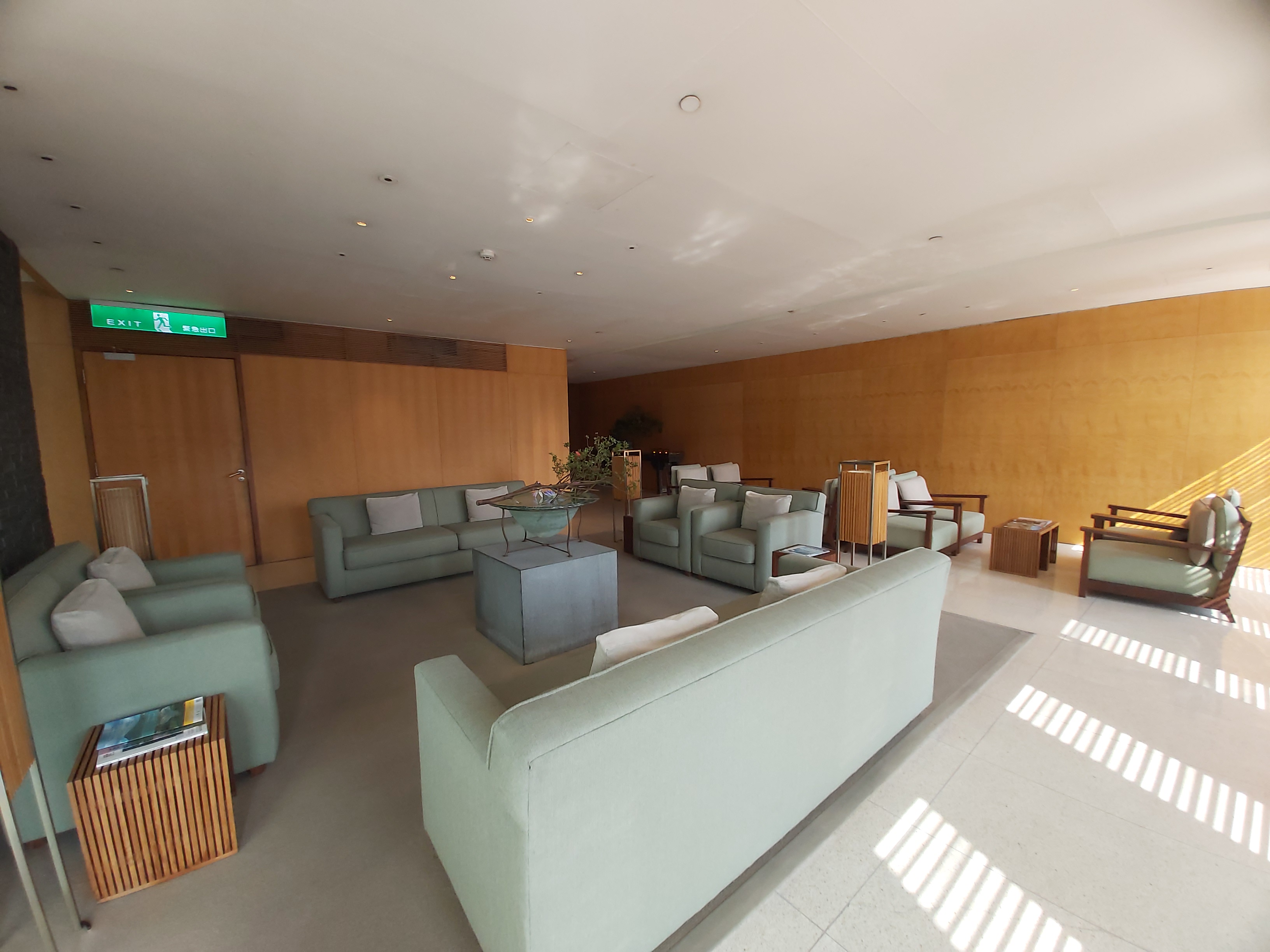
Spa接待廳
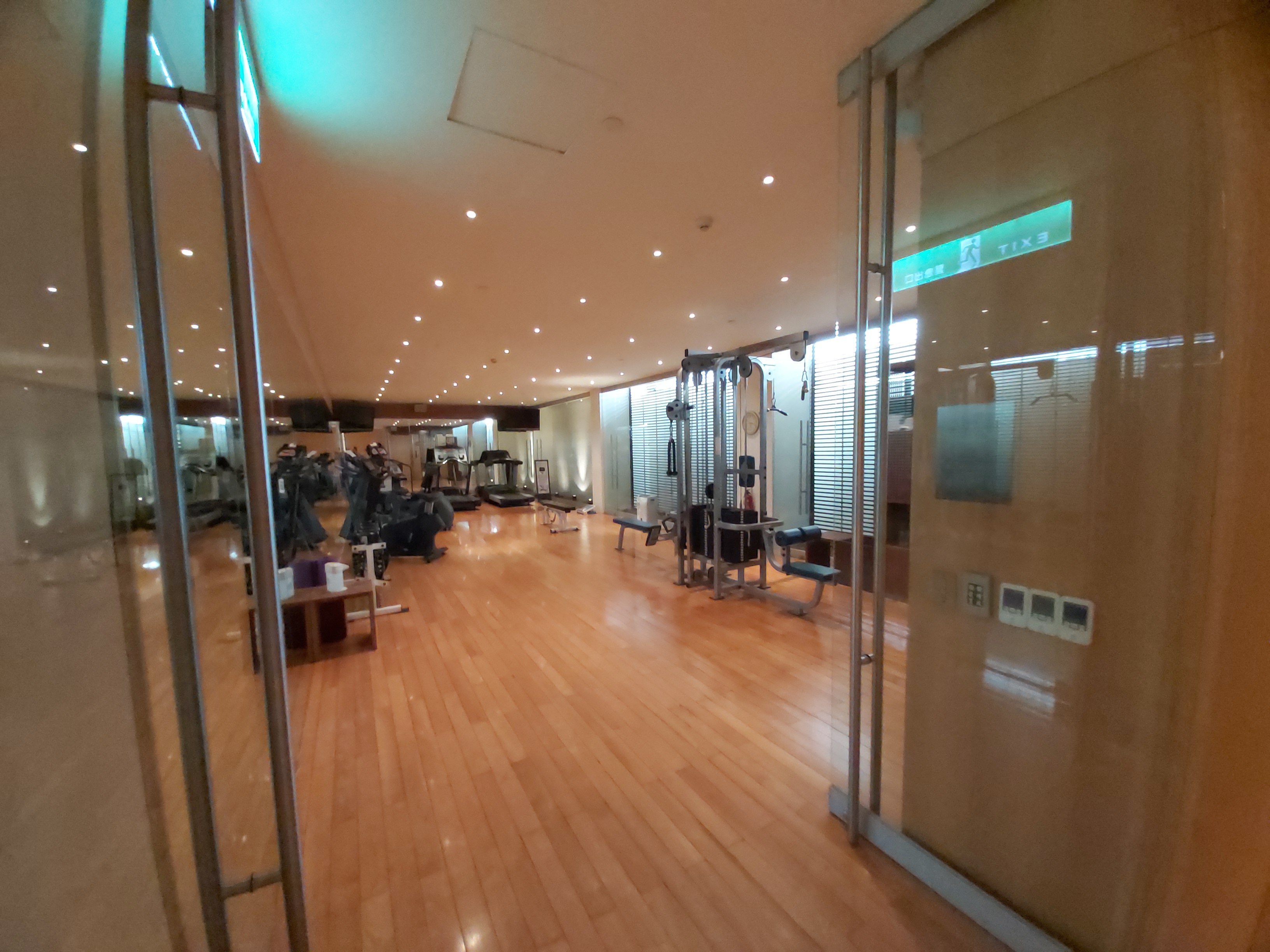
健身房
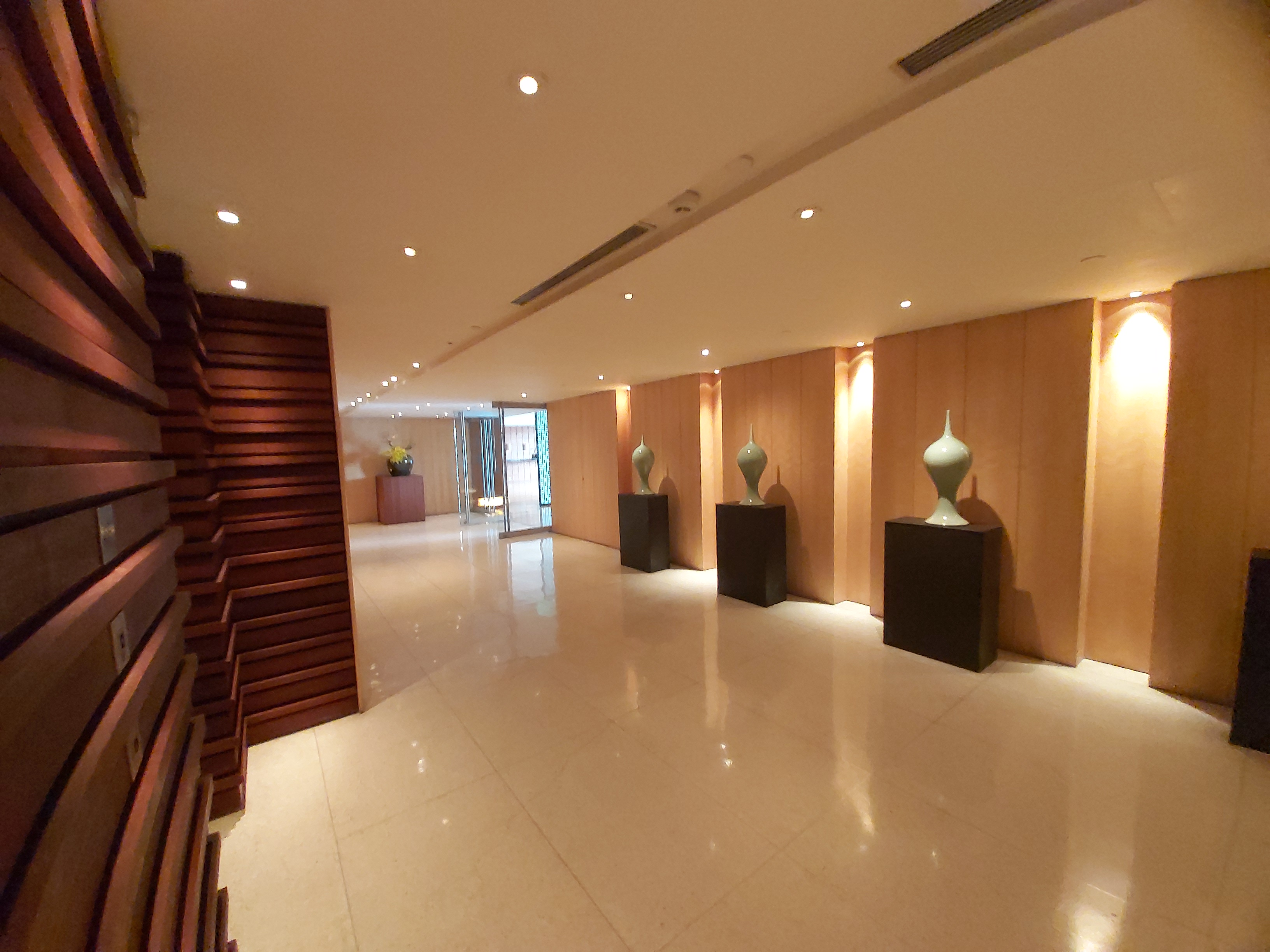
會員俱樂部
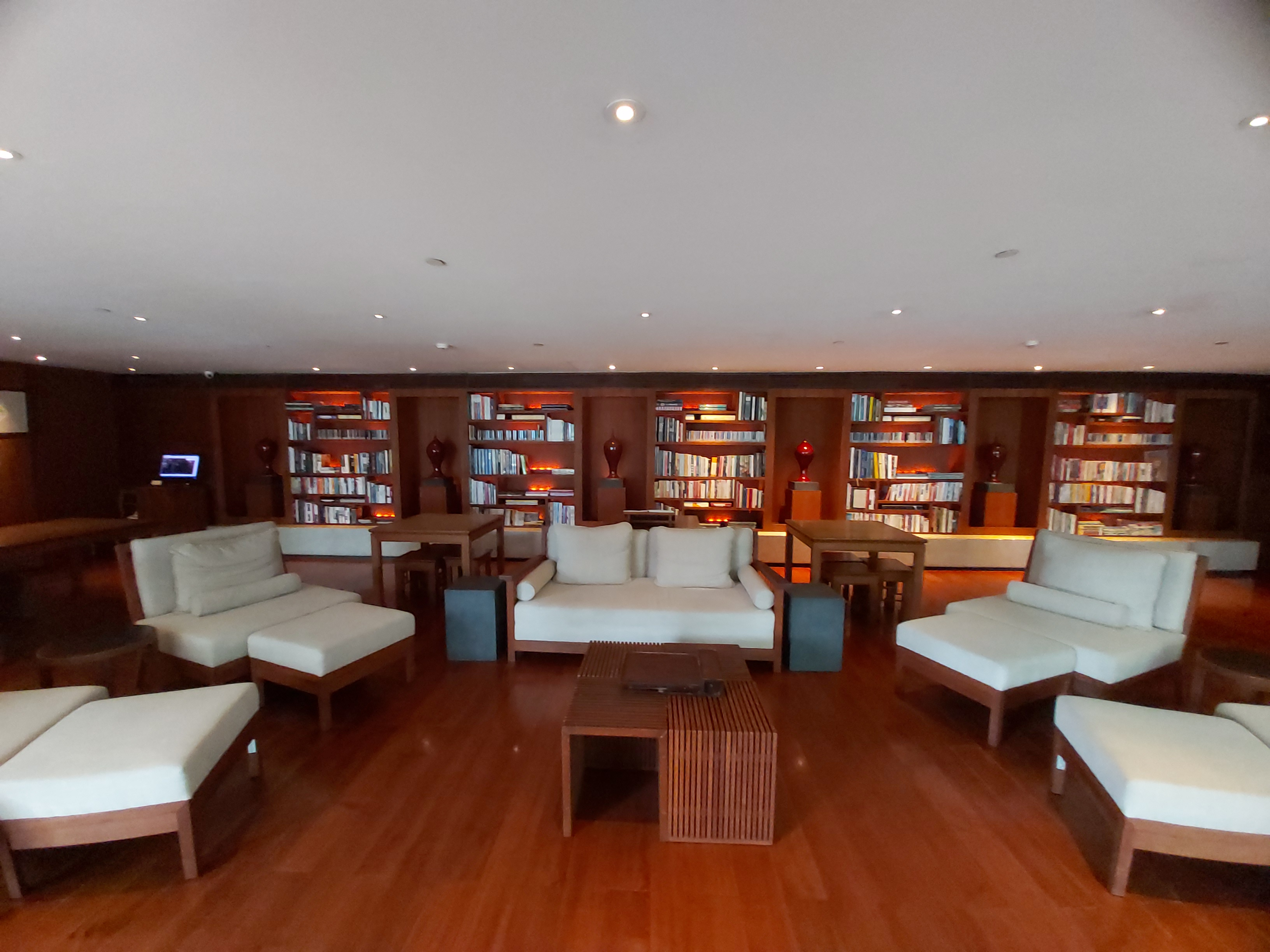
圖書館
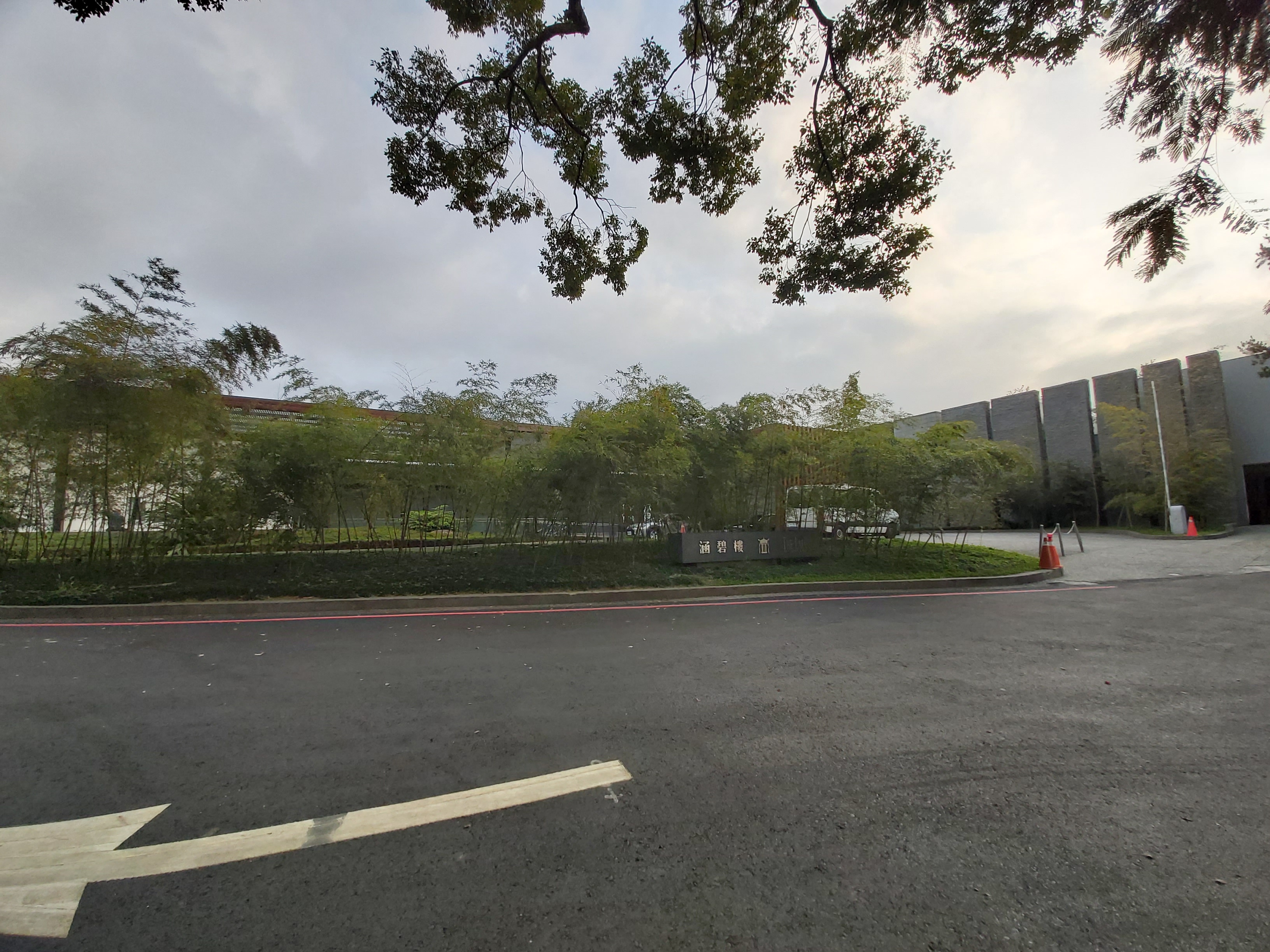
正門廣場
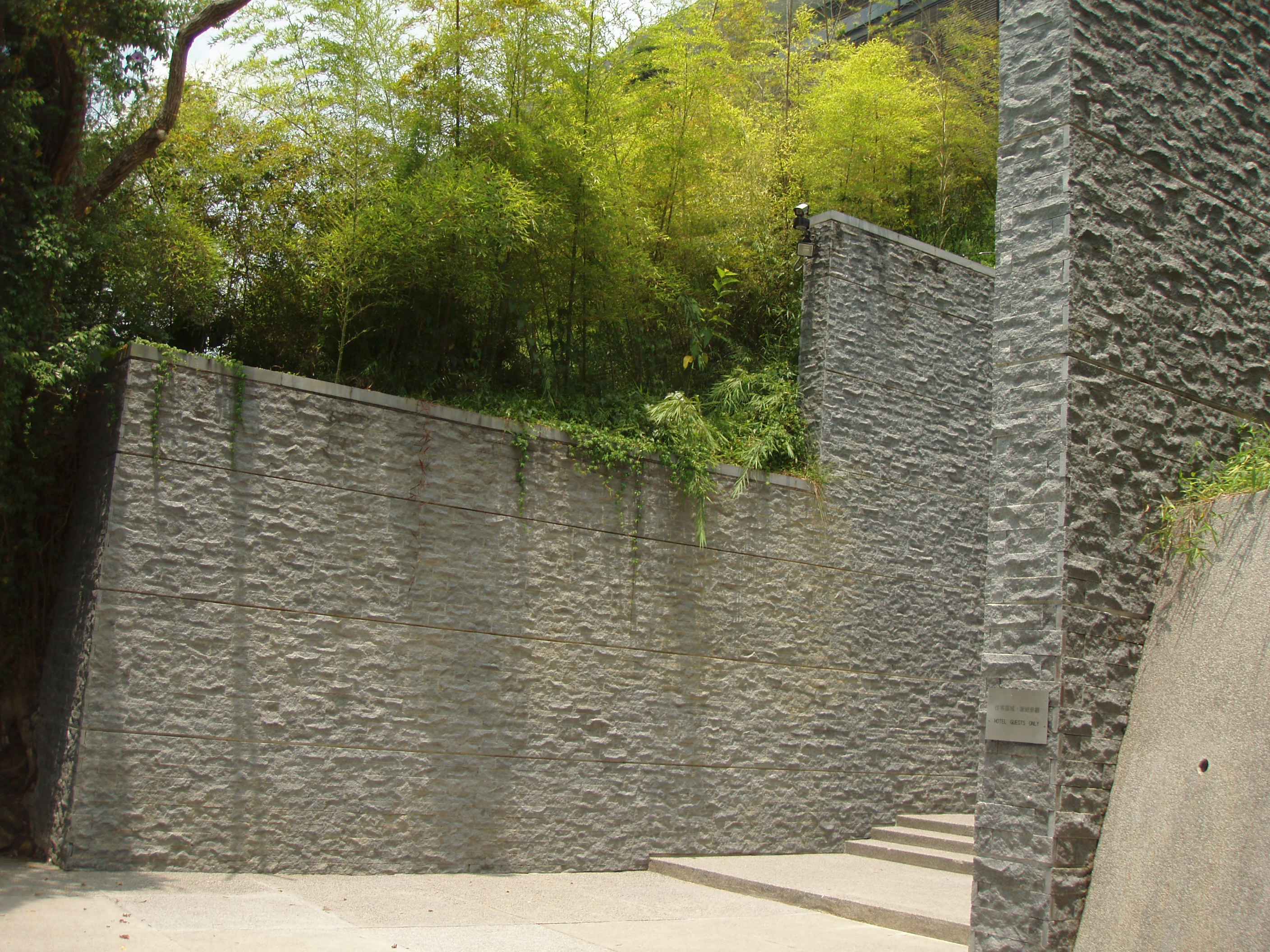
涵碧步道出入口

## 備註
1. ↑  一說為涵碧樓原為伊藤氏的宅邸，但來源待證實。

## 外部連結
- 日月潭涵碧樓酒店 （页面存档备份，存于）
- 涵碧樓大飯店－旅宿網 （页面存档备份，存于）
- 日月潭涵碧樓酒店的Facebook專頁